# Vương quốc Liên hiệp Anh và Bắc Ireland
Vương quốc Liên hiệp Anh và Bắc Ireland, còn được biết đến với tên gọi Vương quốc Liên hiệp Đại Anh và Bắc Ireland hoặc Liên hiệp Vương quốc Anh và Bắc Ireland (tiếng Anh: United Kingdom of Great Britain and Northern Ireland), hay đơn giản là Anh Quốc hoặc Anh (tiếng Anh: United Kingdom (UK) hoặc Britain), là một đảo quốc có phần lãnh thổ chính nằm tại châu Âu cùng các khu vực lãnh thổ hải ngoại. Quốc gia này nằm tại ngoài khơi châu Âu lục địa, bao gồm toàn bộ đảo Đại Anh và một phần phía đông bắc của đảo Ireland cùng nhiều đảo nhỏ khác. Bắc Ireland là bộ phận duy nhất của Vương quốc Liên hiệp Anh thuộc đảo Ireland và có đường biên giới trên bộ với quốc gia độc lập phía nam là Cộng hòa Ireland. Ngoài biên giới trên bộ này, bao quanh Vương quốc Liên hiệp Anh và Bắc Ireland là biển Đại Tây Dương, trong đó, biển Bắc bao quanh phần phía đông và eo biển Manche bao quanh phần phía nam. Biển Ireland nằm giữa đảo Anh và đảo Ireland. Vương quốc Liên hiệp Anh và Bắc Ireland có diện tích 243.610 km², là quốc gia rộng thứ 78 trên thế giới và rộng thứ 11 tại châu Âu.
Vương quốc Liên hiệp Anh và Bắc Ireland bao gồm có bốn quốc gia cấu thành bao gồm Anh, Scotland, Wales, và Bắc Ireland. Ba quốc gia sau trong đó có chính phủ được phân quyền. Guernsey, Jersey và Đảo Man là Lãnh địa vương quyền không phải là một bộ phận cấu thành của Vương quốc Liên hiệp Anh và Bắc Ireland, Chính phủ Anh chịu trách nhiệm về mặt quốc phòng cũng như đại diện quốc tế. Vương quốc Liên hiệp Anh và Bắc Ireland cũng có 14 lãnh thổ hải ngoại khác, các vùng lãnh thổ đang xảy ra tranh chấp là quần đảo Falkland (với Argentina), Gibraltar (với Tây Ban Nha) và Lãnh thổ Ấn Độ Dương.
Vương quốc Liên hiệp Anh và Bắc Ireland là quốc gia đông dân thứ 22 trên thế giới, với dân số ước tính đạt vào khoảng hơn 68 triệu người (2022). Anh là một quốc gia quân chủ lập hiến theo thể chế dân chủ đại nghị kết hợp với dân chủ trực tiếp. Thủ đô Luân Đôn là một trong những thành phố tiến hành cách mạng công nghiệp sớm nhất trên thế giới, ngày nay là một thành phố toàn cầu và cũng là khu vực đô thị lớn thứ 4 tại châu Âu. Các vùng đô thị lớn khác tập trung xung quanh Luân Đôn là Manchester (thành phố công nghiệp đầu tiên trong lịch sử thế giới), Birmingham, Leeds và Glasgow.
Mối quan hệ giữa các quốc gia trong Vương quốc Liên hiệp Anh và Bắc Ireland thay đổi theo thời gian. Wales được hợp nhất vào Vương quốc Anh theo Đạo luật Liên Minh vào các năm 1535 và 1542. Một hiệp định tiếp theo được ký kết giữa Anh và Vương quốc Scotland cho kết quả là một Vương quốc Đại Anh thống nhất vào năm 1707 và đến năm 1801 thì vương quốc này tiếp tục hợp nhất với Vương quốc Ireland để hình thành Vương quốc Liên hiệp Anh và Ireland. Năm 1922, phần lớn lãnh thổ Ireland tuyên bố ly khai khỏi Vương quốc Liên hiệp, để lại Vương quốc Liên hiệp Anh và Bắc Ireland như hiện nay. Các lãnh thổ hải ngoại của Vương quốc Liên hiệp Anh và Bắc Ireland nguyên là những thuộc địa của Đế quốc Anh từng bao phủ rộng khắp diện tích đất liền bề mặt trái đất vào cuối thế kỷ XIX - đầu thế kỷ XX. Đế quốc Anh là đế quốc rộng lớn nhất và cũng là một trong những đế quốc đã để lại nhiều di sản cùng tầm ảnh hưởng sâu rộng trong lịch sử nhân loại với biệt danh "Đế quốc nơi mặt trời không bao giờ lặn".
Ngày nay, Vương quốc Liên hiệp Anh và Bắc Ireland là một quốc gia công nghiệp phát triển, Anh có quy mô nền kinh tế lớn thứ 5 trên thế giới theo GDP danh nghĩa, đứng thứ 9 toàn cầu xét theo sức mua tương đương (2020) và giữ hạng 5 toàn cầu về tổng giá trị thương hiệu quốc gia. Anh có thu nhập bình quân đầu người cao với cả danh nghĩa và sức mua, được xếp loại rất cao về chỉ số phát triển con người. Đây là quốc gia công nghiệp hóa lần đầu tiên trong lịch sử thế giới, là siêu cường đứng đầu thế giới trong thế kỷ XIX và đầu thế kỷ XX. Vương quốc Liên hiệp Anh và Bắc Ireland hiện nay duy trì sức ảnh hưởng đáng kể với tiếng Anh là ngôn ngữ toàn cầu. Quân đội Anh sở hữu vũ khí hạt nhân được công nhận và có sức mạnh quân sự được xếp hạng 8 toàn cầu năm 2021 cũng như thứ 5 thế giới về ngân sách quốc phòng năm 2021. Vương quốc Liên hiệp Anh và Bắc Ireland tham gia sáng lập Liên Hợp Quốc, là một thành viên thường trực trong Hội đồng Bảo an. Quốc gia này cũng là thành viên của hầu hết các tổ chức quốc tế lớn, trong đó nổi bật như Thịnh vượng chung các Quốc gia, các nhóm G7, G8, G20, NATO, OECD, Câu lạc bộ Paris và WTO.

## Tên gọi

### Tên tiếng Anh
Các đạo luật liên hiệp trong năm 1707 tuyên bố rằng Anh (England) và Scotland được "liên hiệp thành một vương quốc với tên gọi Great Britain", song nhà nước mới cũng được đề cập đến trong các đạo luật là Vương quốc Đại Anh (Kingdom of Great Britain), Vương quốc Liên hiệp Anh" (United Kingdom of Great Britain) và Vương quốc Liên hiệp (United Kingdom). Tuy nhiên, thuật ngữ Vương quốc Liên hiệp (United Kingdom) chỉ được sử dụng phi chính thức trong thế kỷ XVIII và quốc gia chỉ thỉnh thoảng được gọi là "Vương quốc Liên hiệp Anh (Great Britain)"—trong khi tên gọi chính thức từ năm 1707 đến năm 1800 chỉ là "Great Britain" và không có tên dạng dài. Các đạo luật liên hiệp vào năm 1800 thống nhất Vương quốc Đại Anh (Kingdom of Great Britain) và Vương quốc Ireland vào năm 1801, hình thành Vương quốc Liên hiệp Anh và Ireland. Sau khi phân chia Ireland và Nhà nước Tự do Ireland độc lập vào năm 1922, Bắc Ireland là bộ phận duy nhất của đảo Ireland nằm trong Vương quốc Liên hiệp, nên tên gọi "Vương quốc Liên hiệp Anh và Bắc Ireland" (The United Kingdom of Great Britain and Northern Ireland, IPA: /ˈðəjuːˈnaɪtɪd ˈkɪŋdəm əv ɡreɪt ˈbrɪtən ənd ˈnɔːðən ˈaɪələnd/ ⓘ) được thông qua.
Vương quốc Liên hiệp Anh và Bắc Ireland có tư cách một quốc gia có chủ quyền, song Anh (England), Scotland, Wales và ở mức độ thấp hơn là Bắc Ireland cũng được xem như các quốc gia, nhưng không phải là nhà nước có chủ quyền. Scotland, Wales và Bắc Ireland có chính phủ tự trị được phân quyền. Trang thông tin của Thủ tướng Anh Quốc sử dụng cách nói "các quốc gia trong một quốc gia" để mô tả Vương quốc Liên hiệp Anh và Bắc Ireland. Một số sơ lược thống kê, như về 12 vùng NUTS 1 của Anh Quốc, thì nhắc đến Scotland, Wales và Bắc Ireland với tư cách là "các vùng". Bắc Ireland còn được nhắc đến với tư cách là một "tỉnh". Đối với Bắc Ireland, việc sử dụng tên gọi mô tả "có thể gây tranh luận, lựa chọn thường biểu lộ ưu tiên chính trị của một bên".
Thuật ngữ "Britain" (/ˈbrɪtən/ ⓘ) thường được sử dụng với tư cách là từ đồng nghĩa với Vương quốc Liên hiệp Anh và Bắc Ireland. Thuật ngữ "Great Britain" thì lại thường ám chỉ đến đảo Anh, về chính trị là kết hợp Anh (England), Scotland và Wales. Tuy nhiên, đôi khi nó được sử dụng làm một từ đồng nghĩa lỏng lẻo cho toàn Vương quốc Liên hiệp Anh và Bắc Ireland. GB và GBR là các mã quốc gia tiêu chuẩn cho Vương quốc Liên hiệp Anh và Bắc Ireland, do đó được các tổ chức quốc tế sử dụng để đề cập đến quốc gia này. Ngoài ra, đội tuyển của Vương quốc Liên hiệp Anh và Bắc Ireland tại Thế vận hội thi đấu với danh xưng là "Great Britain" hoặc "Team GB".
Trong tiếng Anh, tính từ "British" được sử dụng phổ biến để đề cập đến các vấn đề liên quan đến Vương quốc Liên hiệp Anh và Bắc Ireland. Thuật ngữ này không có ý nghĩa pháp lý rõ ràng, song được dùng trong pháp luật để ám chỉ công dân Vương quốc Liên hiệp Anh và Bắc Ireland và các vấn đề liên quan đến quốc tịch. Cư dân Vương quốc Liên hiệp Anh và Bắc Ireland sử dụng một số thuật ngữ khác nhau để mô tả bản sắc quốc gia của họ và có thể xác định bản thân là người Anh Quốc (British); hoặc là người Anh (English), người Scotland (Scottish), người Wales (Welsh), người Bắc Ireland (Northern Irish), hoặc người Ireland (Irish); hoặc là cả hai.

### Tên tiếng Việt
Trong tiếng Việt, Liên hiệp này thường được gọi theo lối lấy tên gọi của bộ phận để nói đến chỉnh thể là Anh hoặc Anh Quốc. Cách gọi này bắt nguồn từ Trung Quốc. Anh (Chữ hán: 英) và Anh Quốc (giản thể: 英国; phồn thể: 英國; bính âm: Yīng guó) là giản xưng của Anh Cát Lợi (tiếng Trung: 英吉利; bính âm: Yīng jí lì) và Anh Cách Lan (giản thể: 英格兰; phồn thể: 英格蘭; bính âm: Yīng gé lán), vốn là dùng tiếng Quan Thoại phiên âm cho "English" và "England". Do Anh (England) có vai trò và ảnh hưởng to lớn trong quá trình hình thành và phát triển của Vương quốc Liên hiệp Anh và Ireland và sau đó là Vương quốc Liên hiệp Anh và Bắc Ireland nên Anh được nhiều người xem là chủ thể của các vương quốc liên hiệp đó. Cho đến hiện nay trong tiếng Trung Quốc, tiếng Triều Tiên và tiếng Việt, "Anh Quốc" vẫn là tục xưng thường gặp của Vương quốc Liên hiệp Anh và Bắc Ireland. Do trong tiếng Việt "Anh" không chỉ được dùng để chỉ Vương quốc Liên hiệp Anh và Bắc Ireland mà còn được dùng để dịch các tên gọi "England" và "Britain" nên dễ nảy sinh sự nhầm lẫn, khó phân biệt, khó khăn trong dịch thuật. Có ý kiến cho rằng để dễ phân biệt với "England" hay được gọi là "Anh", nên gọi Anh Quốc là "UK" (viết tắt của "United Kingdom") hay "Đại Britain" (dịch từ "Great Britain").

## Lịch sử

### Trước 1771

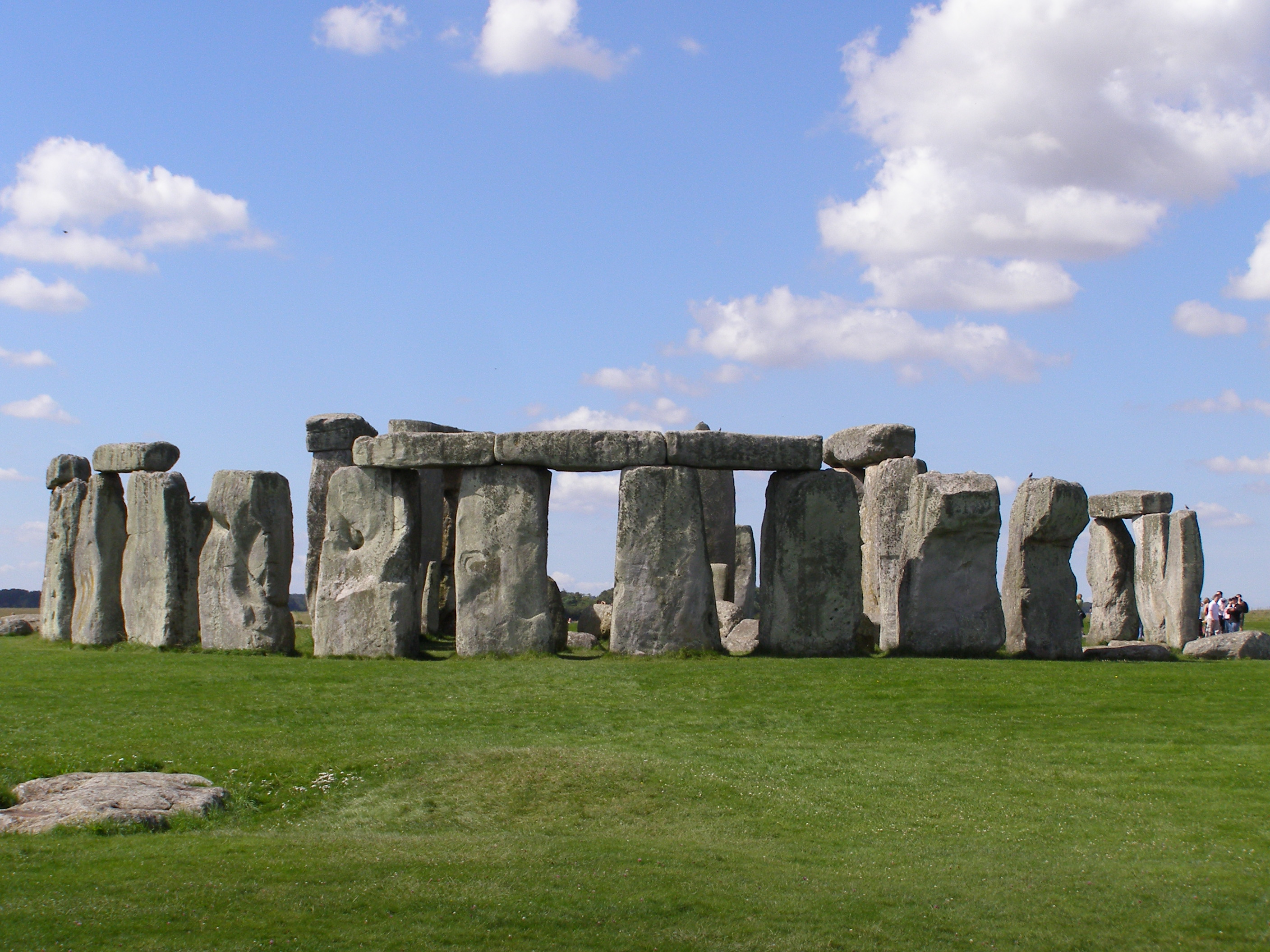
Stonehenge tại Wiltshire được dựng lên vào khoảng năm 2500 TCN.

Người hiện đại sơ khởi tại châu Âu đến định cư tại khu vực nay là Vương quốc Liên hiệp Anh và Bắc Ireland trong các làn sóng bắt đầu từ khoảng 30.000 năm trước. Đến khi kết thúc thời kỳ tiền sử trong khu vực, cư dân được nhận định chủ yếu thuộc về một nền văn hóa được đặt tên là Celt Đảo, gồm người Briton tại đảo Anh và người Gael tại Ireland. Người La Mã (Roma) bắt đầu chinh phục đảo Anh vào năm 43 CN, và cai trị miền nam đảo Anh trong 400 năm, tiếp theo là một cuộc xâm chiếm của những người định cư Anglo-Saxon thuộc chủng Germain, thu nhỏ khu vực của người Briton còn chủ yếu là Wales ngày nay và Vương quốc Strathclyde. Hầu hết khu vực mà người Anglo-Saxon định cư thống nhất thành Vương quốc Anh (Kingdom of England) trong thế kỷ X. Trong khi đó, những người nói tiếng Gael tại tây bắc đảo Anh (có liên hệ với đông bắc của Ireland và theo truyền thuyết được cho là di cư từ đó vào thế kỷ V) hợp nhất với người Pict để hình thành Vương quốc Scotland trong thế kỷ IX.
Năm 1066, người Norman từ Pháp xâm chiếm Anh và sau cuộc chinh phục này, người Norman cũng chiếm phần lớn Wales, chinh phục hầu hết Ireland và được mời đến định cư tại Scotland, đem đến mỗi quốc gia chế độ phong kiến theo mô hình miền bắc Pháp và văn hóa Norman-Pháp. Tầng lớp quý tộc Norman có ảnh hưởng rất lớn, song cuối cùng bị đồng hóa vào mỗi văn hóa địa phương. Sau đó, các quốc vương Anh thời Trung Cổ hoàn thành chinh phục Wales và tiến hành một nỗ lực bất thành nhằm thôn tính Scotland. Sau đó, Scotland duy trì vị thế độc lập của bản thân, song xảy ra xung đột gần như liên tục với Anh. Các quân chủ Anh thừa kế các lãnh thổ tại Pháp và yêu sách vương vị Pháp, tham dự cao độ trong các xung đột tại Pháp, đáng chú ý nhất là Chiến tranh Trăm Năm, trong khi các quốc vương của người Scot nằm trong một liên minh với Pháp trong thời kỳ này.

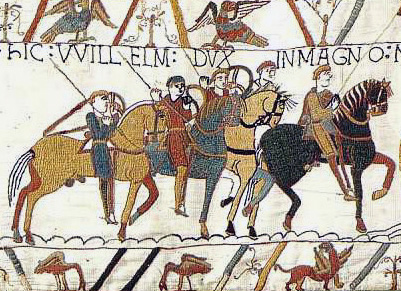
Thảm Bayeux miêu tả trận Hastings và các sự kiện dẫn đến trận đánh.

Trong thời kỳ cận đại, diễn ra xung đột tôn giáo do kết quả từ Cải Cách và đưa Tin Lành làm quốc giáo tại mỗi quốc gia. Wales hoàn toàn được hợp nhất vào Vương quốc Anh, và Ireland trở thành một vương quốc có liên minh cá nhân với quân chủ Anh. Tại khu vực mà nay là Bắc Ireland, đất của những quý tộc Gael theo Công giáo độc lập bị tịch thu và trao cho những người định cư theo Tin Lành từ Anh và Scotland.
Năm 1603, các vương quốc Anh, Scotland và Ireland được thống nhất trong một liên minh cá nhân khi Quốc vương của người Scot là James VI kế vị vương vị của Anh và Ireland và chuyển triều đình của mình từ Edinburgh đến Luân Đôn; tuy vậy mỗi quốc gia duy trì vị thế một thực thể chính trị riêng biệt và duy trì các cơ cấu chính trị, lập pháp, và tôn giáo riêng biệt.
Đến giữa thế kỷ XVII, toàn bộ ba vương quốc đều tham dự trong một loạt chiến tranh liên tiếp (trong đó có Nội chiến Anh) dẫn đến lật đổ tạm thời chế độ quân chủ và thiết lập một chế độ cộng hoà đơn nhất đoản mệnh là Thịnh vượng chung Anh, Scotland và Ireland.
Mặc dù chế độ quân chủ sau đó được khôi phục, song được đảm bảo (với Cách mạng Vinh Quang năm 1688) rằng, không giống với phần còn lại của châu Âu, chính thể chuyên chế vương thất sẽ không được thi hành, và một người Công giáo công khai có thể không bao giờ được ngồi lên vương vị. Hiến pháp Anh Quốc sẽ phát triển trên cơ sở chế độ quân chủ lập hiến và thể chế đại nghị. Trong thời kỳ này, đặc biệt là tại Anh, sự phát triển năng lực hải quân dẫn đến việc thâu tóm và định cư tại các thuộc địa hải ngoại, đặc biệt là tại Bắc Mỹ.

### Vương quốc Đại Anh

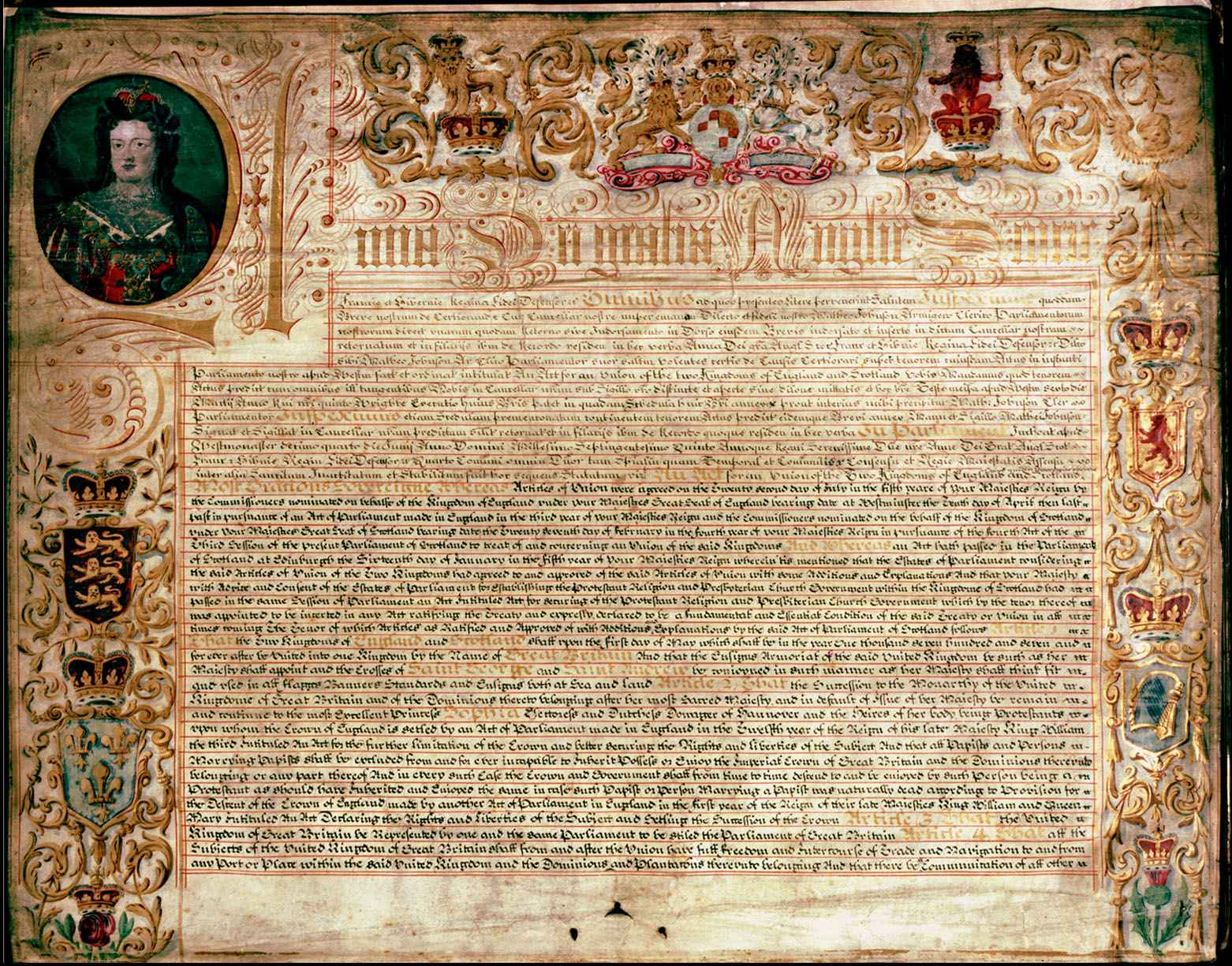
Hiệp định Liên minh dẫn đến một vương quốc liên hiệp duy nhất bao gồm toàn đảo Anh.

Ngày 1 tháng 5 năm 1707, Vương quốc Đại Anh (Kingdom of Great Britain) được hình thành, là kết quả của các Đạo luật Liên minh do quốc hội của Anh và Scotland thông qua nhằm phê chuẩn Hiệp định Liên minh, và do đó hợp nhất hai vương quốc. Một loại cuộc nổi dậy Jacobite phát sinh nhằm loại bỏ gia tộc Hannover theo Tin Lành khỏi vương vị Anh Quốc và khôi phục gia tộc Stuart theo Công giáo. Phe Jacobite cuối cùng thất bại trong trận Culloden vào năm 1746, sau đó những người Scot vùng cao bị đàn áp tàn nhẫn. Các thuộc địa của Anh Quốc tại Bắc Mỹ ly khai trong Cách mạng Mỹ để trở thành Hợp chúng quốc Hoa Kỳ vào năm 1782. Tham vọng đế quốc của Anh chuyển sang những nơi khác, đặc biệt là Ấn Độ. Thuật ngữ 'Vương quốc Liên hiệp' được chính thức hóa vào năm 1801 khi các quốc hội của Anh Quốc và Ireland thông qua các Đạo luật Liên Minh, thống nhất hai vương quốc và thiết lập Vương quốc Liên hiệp Anh và Ireland.
Đến đầu thế kỷ XIX, Cách mạng công nghiệp do Vương quốc Liên hiệp Anh và Ireland dẫn đầu và quá trình này bắt đầu biến đổi quốc gia. Cách mạng dần khiến quyền lực chính trị rời xa các tầng lớp địa chủ Tory và Whig cũ để hướng về những nhà tư bản công nghiệp mới. Một liên minh của giới công thương với phe Whig dẫn đến hình thành phe Tự do, với tư tưởng mậu dịch tự do và vô can thiệp. Năm 1832, Quốc hội thông qua Đạo luật Đại cải cách, bắt đầu chuyển giao quyền lực chính trị từ tầng lớp quý tộc cho giai cấp trung lưu. Tại nông thôn, phong trào rào đất đẩy những nông dân nhỏ rời đi. Dân số thành thị bắt đầu tăng lên với một tầng lớp lao động đô thị mới. Rất ít công nhân bình thường có quyền bỏ phiếu và họ thiết lập các tổ chức của bản thân theo hình thức công đoàn.

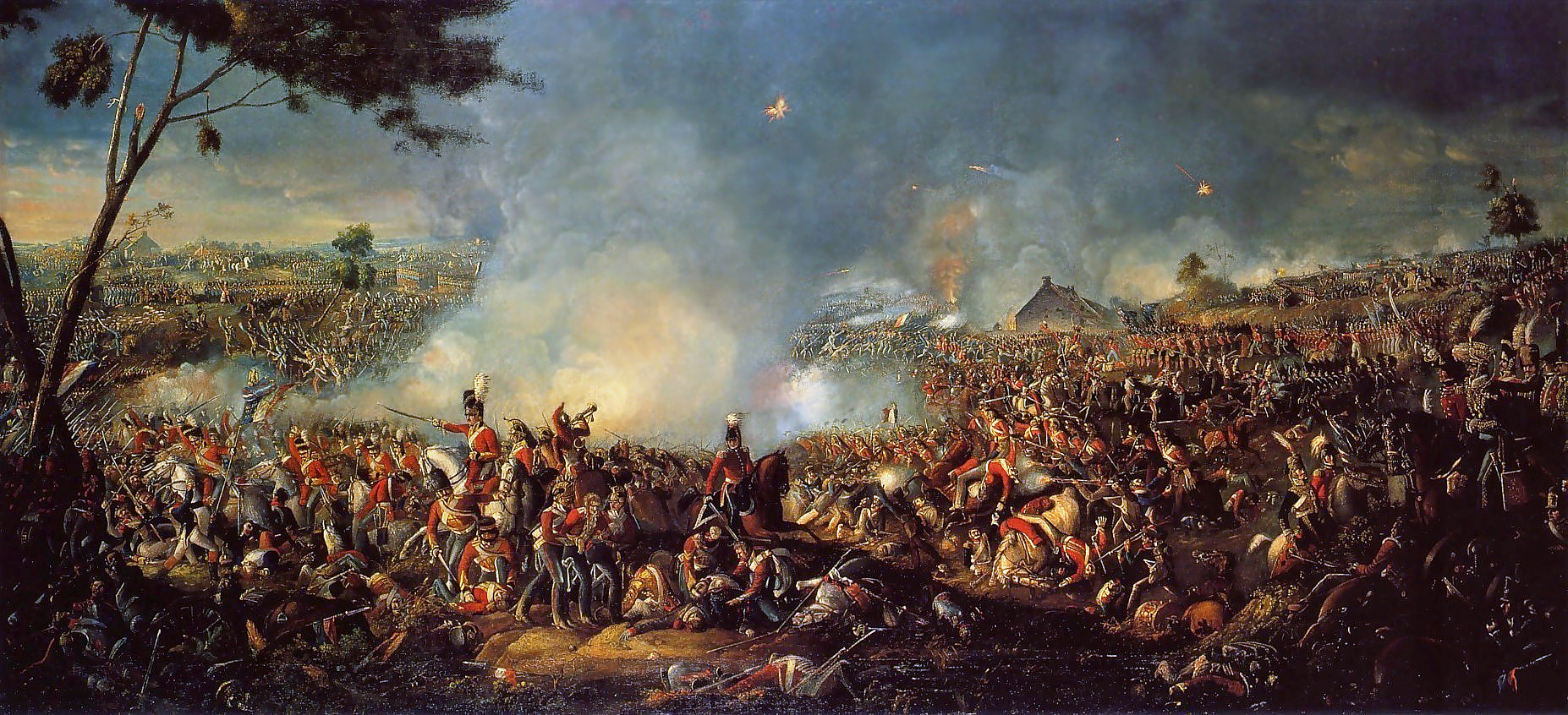
Trận Waterloo đánh dấu kết thúc các cuộc chiến tranh của Napoléon và khởi đầu Pax Britannica.

Sau khi đánh bại Pháp trong Cách mạng Pháp và Các cuộc chiến tranh của Napoléon (1792–1815), Vương quốc Liên hiệp Anh và Ireland nổi lên thành cường quốc hải quân và đế quốc chủ yếu trong thế kỷ XIX (với Luân Đôn là đô thị lớn nhất thế giới từ khoảng 1830). Vương quốc Liên hiệp Anh và Ireland không bị thách thức trên biển, ưu thế của họ về sau được mô tả là Pax Britannica (Hòa bình Anh). Thời điểm diễn ra Đại Triển lãm năm 1851, Vương quốc Liên hiệp Anh và Ireland được mô tả là "công xưởng của thế giới". Đế quốc Anh được khoách trương, gồm có Ấn Độ, nhiều bộ phận tại châu Phi và các lãnh thổ khác trên toàn thế giới. Bên cạnh kiểm soát chính thức các thuộc địa, Vương quốc Liên hiệp Anh và Ireland còn kiểm soát có hiệu quả kinh tế của nhiều quốc gia như Đại Thanh, Argentina và Xiêm La. Tại nội địa, quan điểm chính trị là ủng hộ các chính sách mậu dịch tự do và vô can thiệp cùng với dần mở rộng quyền bầu cử. Trong thế kỷ này, dân số gia tăng với tốc độ mạnh mẽ, kèm theo đó là đô thị hóa nhanh chóng, gây nên các áp lực nghiêm trọng về xã hội và kinh tế. Sau năm 1875, thế độc quyền công nghiệp của Vương quốc Liên hiệp Anh và Ireland bị Đức và Hoa Kỳ thách thức. Nhằm tìm kiếm các thị trường và nguồn cung nguyên liệu thô mới, Đảng Bảo thủ dưới quyền Benjamin Disraeli khởi đầu một thời kỳ khoách trương đế quốc tại Ai Cập, Nam Phi và những nơi khác. Canada, Úc và New Zealand trở thành các quốc gia tự quản.
Vương quốc Liên hiệp Anh và Ireland cùng với Pháp, Nga và (sau 1917) Hoa Kỳ chiến đấu với Đức và đồng minh của nước này trong Chiến tranh thế giới thứ nhất (1914–18). Các lực lượng vũ trang Vương quốc Liên hiệp Anh và Ireland chiến đấu trên hầu hết Đế quốc Anh và một số khu vực của châu Âu, đặc biệt là Mặt trận phía Tây. Sau Chiến tranh, Vương quốc Liên hiệp Anh và Ireland tiếp nhận ủy thác của Hội Quốc Liên đối với một số cựu thuộc địa của Đức và Ottoman. Đế quốc Anh đạt đến quy mô cực đại, bao trùm một phần năm bề mặt lãnh thổ và một phần tư dân số thế giới. Tuy nhiên, Vương quốc Liên hiệp Anh và Ireland chịu tổn thất 2,5 triệu thương vong và kết thúc chiến tranh với nợ quốc gia khổng lồ. Sự trỗi dậy của chủ nghĩa dân tộc Ireland và các tranh chấp nội bộ của Ireland về các điều khoản tự trị địa phương cuối cùng dẫn đến phân chia đảo vào năm 1921, và Quốc gia Tự trị Ireland được độc lập với địa vị quốc gia tự trị vào năm 1922. Tuy nhiên, Bắc Ireland duy trì là bộ phận của Vương quốc Liên hiệp Anh và Bắc Ireland. Một làn sóng đình công xảy ra vào giữa thập niên 1920, có đỉnh điểm là tổng đình công Vương quốc Liên hiệp Anh và Bắc Ireland năm 1926. Vương quốc Liên hiệp Anh và Bắc Ireland vẫn chưa khôi phục sau các tác động của chiến tranh khi Đại khủng hoảng (1929–32) diễn ra, dẫn đến tỷ lệ thất nghiệp cao và khó khăn tại các khu vực công nghiệp cũ, cũng như các bất ổn chính trị và xã hội trong thập niên 1930. Một chính phủ liên minh được hình thành vào năm 1931.
Vương quốc Liên hiệp Anh và Bắc Ireland tham gia Chiến tranh thế giới thứ hai khi tuyên chiến với Đức vào năm 1939. Đến năm 1940, Winston Churchill trở thành thủ tướng và đứng đầu một chính phủ liên minh. Bất chấp thất bại của các đồng minh tại châu Âu trong năm đầu chiến tranh, Vương quốc Liên hiệp Anh và Bắc Ireland tiếp tục đơn độc chiến đấu chống Đức. Sau khi Đức chiến bại, Vương quốc Liên hiệp Anh và Bắc Ireland trở thành một trong ba cường quốc tụ họp nhằm dự tính về thế giới hậu chiến; trở thành một trong năm thành viên thường trực của Hội đồng Bảo an Liên Hợp Quốc. Tuy nhiên, Thế Chiến khiến Vương quốc Liên hiệp Anh và Bắc Ireland suy yếu nghiêm trọng và phụ thuộc về tài chính vào viện trợ Marshall và các khoản vay từ Hoa Kỳ.

### Từ 1945

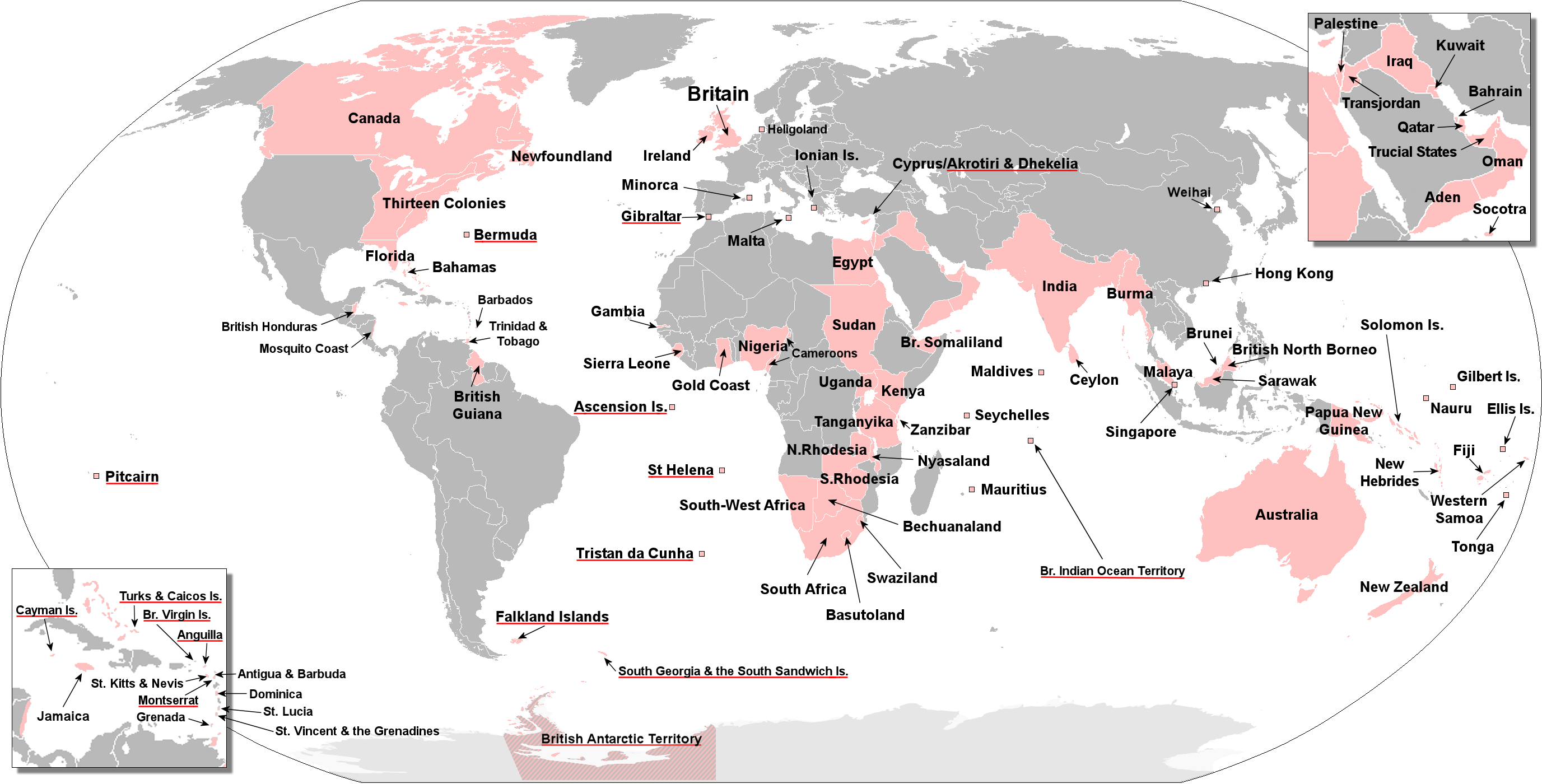
Các lãnh thổ từng thuộc Đế quốc Anh

Ngay sau Thế Chiến, chính phủ của Công đảng khởi xướng một chương trình cải cách triệt để, có tác động đáng kể đến xã hội Vương quốc Liên hiệp Anh và Bắc Ireland trong các thập niên sau. Các ngành công nghiệp chủ yếu và tiện ích công cộng được quốc hữu hóa, hình thành một nhà nước phúc lợi, và một hệ thống y tế toàn diện nhận tài trợ công được thiết lập có tên là Dịch vụ y tế quốc dân. Sự trỗi dậy của chủ nghĩa dân tộc tại các thuộc địa diễn ra đồng thời với vị thế kinh tế của Anh bị suy yếu đi nhiều, do đó một chính sách phi thuộc địa hóa là không thể tránh khỏi. Độc lập được trao cho Ấn Độ và Pakistan vào năm 1947. Trong ba thập niên sau đó, hầu hết thuộc địa trong Đế quốc Anh giành được độc lập, nhiều cựu thuộc địa trở thành thành viên của Thịnh vượng chung các Quốc gia.
Mặc dù Vương quốc Liên hiệp Anh và Bắc Ireland là quốc gia thứ ba phát triển vũ khí hạt nhân, song các hạn chế mới trong vị thế quốc tế của quốc gia này thời hậu chiến được thấy rõ trong khủng hoảng kênh đào Suez năm 1956. Sự truyền bá ở quy mô quốc tế của tiếng Anh giúp văn học và văn hóa Vương quốc Liên hiệp Anh và Bắc Ireland đảm bảo tiếp tục có ảnh hưởng quốc tế. Từ thập niên 1960 trở đi, văn hóa đại chúng của Vương quốc Liên hiệp Anh và Bắc Ireland cũng có ảnh hưởng tại ngoại quốc. Do tình trạng thiếu công nhân trong thập niên 1950, chính phủ Vương quốc Liên hiệp Anh và Bắc Ireland khuyến khích nhập cư từ các quốc gia trong Thịnh vượng chung. Trong các thập niên sau đó, Vương quốc Liên hiệp Anh và Bắc Ireland trở thành một xã hội đa dân tộc. Mặc dù tiêu chuẩn sinh hoạt được nâng cao vào cuối thập niên 1950 và trong thập niên 1960, song thành tích kinh tế của Vương quốc Liên hiệp Anh và Bắc Ireland không được thành công như nhiều đối thủ của họ, chẳng hạn như Tây Đức và Nhật Bản. Năm 1973, Vương quốc Liên hiệp Anh và Bắc Ireland gia nhập Cộng đồng Kinh tế châu Âu (EEC), và khi EEC trở thành Liên minh châu Âu (EU) vào năm 1992, Vương quốc Liên hiệp Anh và Bắc Ireland là một trong 12 thành viên sáng lập.

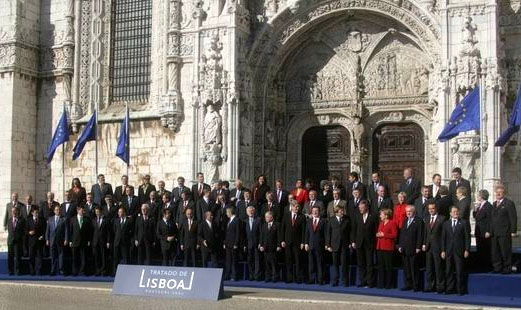
Sau hai lần bị Pháp phủ quyết vào năm 1961 và 1967, Vương quốc Liên hiệp Anh và Bắc Ireland tham gia Liên minh châu Âu vào năm 1973.

Từ cuối thập niên 1960, Bắc Ireland trải qua náo loạn công cộng và bán vũ trang (đôi khi tác động đến các bộ phận khác của Vương quốc Liên hiệp Anh và Bắc Ireland), tình trạng này thường được gọi trong tiếng Anh là the Troubles. Nó thường được nhận định là kết thúc bằng Hiệp định "Thứ sáu tốt lành" Belfast năm 1998.
Sau một thời kỳ suy thoái kinh tế và xung đột công nghiệp lan rộng trong thập niên 1970, chính phủ Bảo thủ trong thập niên 1980 khởi xướng một chính sách cấp tiến về chủ nghĩa tiền tệ, bãi bỏ các quy định đặc biệt là trong lĩnh vực tài chính và thị trường lao động, bán các công ty quốc hữu (tư hữu hóa), và rút trợ cấp cho các lĩnh vực khác. Điều này dẫn đến tỷ lệ thất nghiệp cao và bất ổn xã hội, song cuối cùng cũng giúp kinh tế tăng trưởng, đặc biệt là trong lĩnh vực dịch vụ. Từ năm 1984, kinh tế được tiếp thêm sinh lực từ nguồn thu thập đáng kể đến từ dầu biển Bắc.
Khoảng cuối thế kỷ XX, có các biến hóa lớn trong việc cai trị Vương quốc Liên hiệp Anh và Bắc Ireland khi thiết lập chính phủ phân quyền cho Scotland, Wales và Bắc Ireland. Vương quốc Liên hiệp Anh và Bắc Ireland duy trì là một quốc gia quan trọng trên quy mô toàn cầu trong ngoại giao và quân sự, có vai trò lãnh đạo hàng đầu trong Liên minh châu Âu, Liên Hợp Quốc và NATO. Tuy nhiên, tồn tại tranh luận quanh các vụ triển khai quân sự ra hải ngoại của Anh, đặc biệt là tại Afghanistan và Iraq. Khủng hoàng tài chính toàn cầu 2008 có tác động nghiêm trọng đến kinh tế Vương quốc Liên hiệp Anh và Bắc Ireland. Năm 2010, chính phủ liên minh tiến hành các biện pháp khắc khổ nhằm mục đích giảm thâm hụt ngân sách và thu được kết quả. Tháng 9 năm 2014, đa số cử tri Scotland bác bỏ đề xuất độc lập cho Scotland trong một cuộc trưng cầu dân ý.. Năm 2016, đa số cử tri Vương quốc Liên hiệp Anh và Bắc Ireland bỏ phiếu ủng hộ rời Liên minh châu Âu. Quá trình pháp lý nhằm rời EU bắt đầu vào ngày 29 tháng 3 năm 2017, theo quy định các cuộc đàm phán về việc này sẽ diễn ra trong hai năm và trong thời gian đó đảo quốc vẫn là một thành viên đầy đủ của EU. Anh chính thức rời khỏi EU vào ngày 31 tháng 3 năm 2020.

## Chính trị
Vương quốc Liên hiệp Anh và Bắc Ireland là một quốc gia đơn nhất theo thể chế quân chủ lập hiến. Quốc vương Charles III là nguyên thủ quốc gia của Vương quốc Liên hiệp Anh và Bắc Ireland, và cũng là quân chủ của 15 quốc gia Thịnh vượng chung độc lập khác. Quân chủ có "quyền được tham vấn, quyền khích lệ, và quyền cảnh cáo". Vương quốc Liên hiệp Anh và Bắc Ireland là một trong bốn quốc gia duy nhất trên thế giới có một hiến pháp bất thành văn. Hiến pháp Vương quốc Liên hiệp Anh và Bắc Ireland do đó chủ yếu gồm một tập hợp các nguồn thành văn riêng biệt, gồm có các pháp quy, tiền lệ pháp và các hiệp định quốc tế, cùng với các quán lệ hiến pháp. Do không có khác biệt về mặt kỹ thuật giữa các pháp quy thông thường và "luật hiến pháp", Quốc hội Vương quốc Liên hiệp Anh và Bắc Ireland có thể thi hành "cải cách hiến pháp" bằng cách chỉ cần thông qua các đạo luật quốc hội, và do đó có quyền lực chính trị trong việc cải biến hoặc phế trừ bất kỳ các yếu tố thành văn hoặc bất thành văn của hiến pháp. Tuy nhiên, không có khóa quốc hội nào có thể thông qua các đạo luật mà các khóa quốc hội sau không thể cải biến.

### Chính phủ

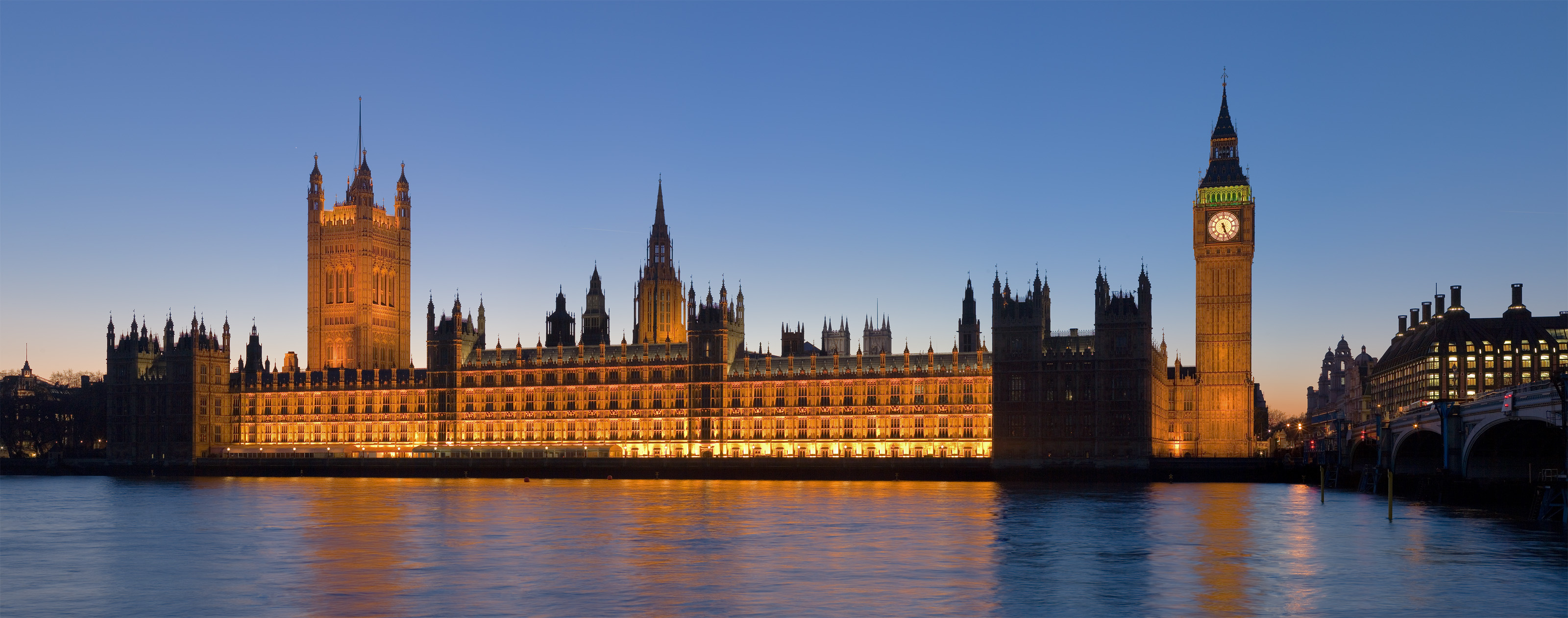
Cung điện Westminster là nơi đặt trụ sở của lưỡng viện Quốc hội Vương quốc Liên hiệp Anh và Bắc Ireland

Vương quốc Liên hiệp Anh và Bắc Ireland có một chính phủ nghị viện dựa theo hệ thống Westminster, một hệ thống được mô phỏng trên khắp thế giới do di sản của Đế quốc Anh. Quốc hội Vương quốc Liên hiệp Anh và Bắc Ireland họp tại Cung điện Westminster với hai viện: Thứ dân viện được bầu cử, tức Hạ viện, và một Quý tộc viện được bổ nhiệm, tức Thượng viện. Tất cả các dự luật thông qua phải được ngự chuẩn trước khi thành luật.
Thủ tướng là người đứng đầu chính phủ Vương quốc Liên hiệp Anh và Bắc Ireland, thuộc về cá nhân có năng lực nhất trong điều khiển phát biểu trong Thứ dân viện; nhân vật này thường là lãnh tụ của chính đảng hoặc liên minh các chính đảng có số ghế lớn nhất trong viện này. Thủ tướng lựa chọn một nội các và họ được quân chủ chính thức bổ nhiệm để hình thành chính phủ của quân chủ bệ hạ. Theo quán lệ, quân vương tôn trọng các quyết định của thủ tướng trong chính phủ.
Theo truyền thống, các thành viên trong nội các xuất thân từ đảng hoặc liên minh của thủ tướng và hầu hết đến từ Thứ dân viện, song luôn có các thành viên đến từ cả lưỡng viện, nội các chịu trách nhiệm với cả lưỡng viện. Quyền lực hành pháp do thủ tướng và nội các thi hành, những nhân vật này đều phải tuyên thệ trước Xu mật viện Vương quốc Liên hiệp Anh và Bắc Ireland, và trở thành các đại thần vương quốc. Trong bầu cử Thứ dân viện, Vương quốc Liên hiệp Anh và Bắc Ireland hiện được phân thành 650 khu vực tuyển cử, mỗi khu vực bầu ra một thành viên đại diện duy nhất theo nguyên tắc đa số chế giản đơn. Quân chủ yêu cầu tổng tuyển cử khi được thủ tướng khuyến nghị như vậy. Các đạo luật Quốc hội năm 1911 và 1949 yêu cầu rằng một cuộc tuyển cử mới cần phải được tổ chức không muộn hơn 5 năm sau tổng tuyển cử trước đó.
Đảng Bảo thủ, Công đảng và Dân chủ Tự do hiện được xem là ba chính đảng chủ yếu của Anh Quốc, lần lượt đại diện cho các truyền thống bảo thủ, xã hội và tự do tại quốc gia này. Tuy vậy, trong tổng tuyển cử năm 2017, Đảng Dân tộc Scotland đứng thứ ba về số ghế trong Quốc hội, nhiều hơn Đảng Dân chủ Tự do. Hầu hết số ghế còn lại thuộc về các đảng chỉ tranh cử tại một bộ phận của Anh Quốc: Plaid Cymru (chỉ tại Wales); và Đảng Thống nhất Dân chủ và Sinn Féin (chỉ tại Bắc Ireland). Theo chính sách của đảng, các nghị viên đắc cử của Sinn Féin không tham gia họp Quốc hội Anh Quốc do bị yêu cầu phải tuyên thệ trung thành với quân chủ.

### Chính quyền phân cấp
Mỗi quốc gia Scotland, Wales và Bắc Ireland có chính phủ hay cơ quan hành pháp riêng, do một Đệ Nhất Bộ trưởng (thủ hiến) lãnh đạo, và một nghị viện nhất thể được phân quyền. Anh không có các cơ quan hành pháp hoặc lập pháp phân quyền như vậy và được chính phủ và quốc hội Vương quốc Liên hiệp Anh và Bắc Ireland quản lý trực tiếp về hành pháp và tư pháp trong toàn bộ các sự vụ. Tình trạng này làm nổi lên vấn đề được gọi là West Lothian, là lo ngại rằng các thành viên quốc hội đến từ Scotland, Wales và Bắc Ireland có thể bỏ phiếu, đôi khi là mang tính quyết định, đối với các vấn đề chỉ tác động đến Anh. Ủy ban McKay báo cáo về vấn đề vào tháng 3 năm 2013 với đề nghị rằng các đạo luật chỉ tác động đến Anh cần phải nhận được sự ủng hộ của một đa số các thành viên Anh trong quốc hội.
Chính phủ và Quốc hội Scotland có quyền lực trên quy mô lớn đối với bất kỳ vấn đề nào chưa được dành riêng một cách rõ ràng cho Quốc hội Vương quốc Liên hiệp Anh và Bắc Ireland, gồm có giáo dục, y tế, luật Scot và chính quyền địa phương. Chính phủ và Quốc hội Wales có quyền lực hạn chế hơn so với quyền lực được phân cho Scotland. Cơ quan hành pháp và Nghị hội Bắc Ireland có các quyền lực tương tự như các quyền được phân cho Scotland.
Vương quốc Liên hiệp Anh và Bắc Ireland không có hiến pháp thành văn và các vấn đề hiến pháp không nằm trong số các quyền lực được phân cấp cho Scotland, Wales hay Bắc Ireland. Theo học thuyết chủ quyền quốc hội, Quốc hội Vương quốc Liên hiệp Anh và Bắc Ireland theo lý thuyết có thể phế trừ Quốc hội Scotland, Nghị hội Wales hay Nghị hội Bắc Ireland. Năm 1972, Quốc hội Vương quốc Liên hiệp Anh và Bắc Ireland đơn phương đình chỉ Quốc hội Bắc Ireland, thiết lập một tiền lệ thích hợp trong việc giải quyết các cơ cấu phân cấp đương thời. Trong thực tế, sẽ khó khăn về phương diện chính trị nếu Quốc hội Vương quốc Liên hiệp Anh và Bắc Ireland phế trừ phân quyền cho Quốc hội Scotland và Nghị hội Wales. Quốc hội Vương quốc Liên hiệp Anh và Bắc Ireland có các rằng buộc trong quyền cản trở phân quyền tại Bắc Ireland và điều này thậm chí còn lớn hơn so với Scotland và Wales, do phân quyền tại Bắc Ireland dựa trên một hiệp định quốc tế với Chính phủ Ireland.

### Pháp luật

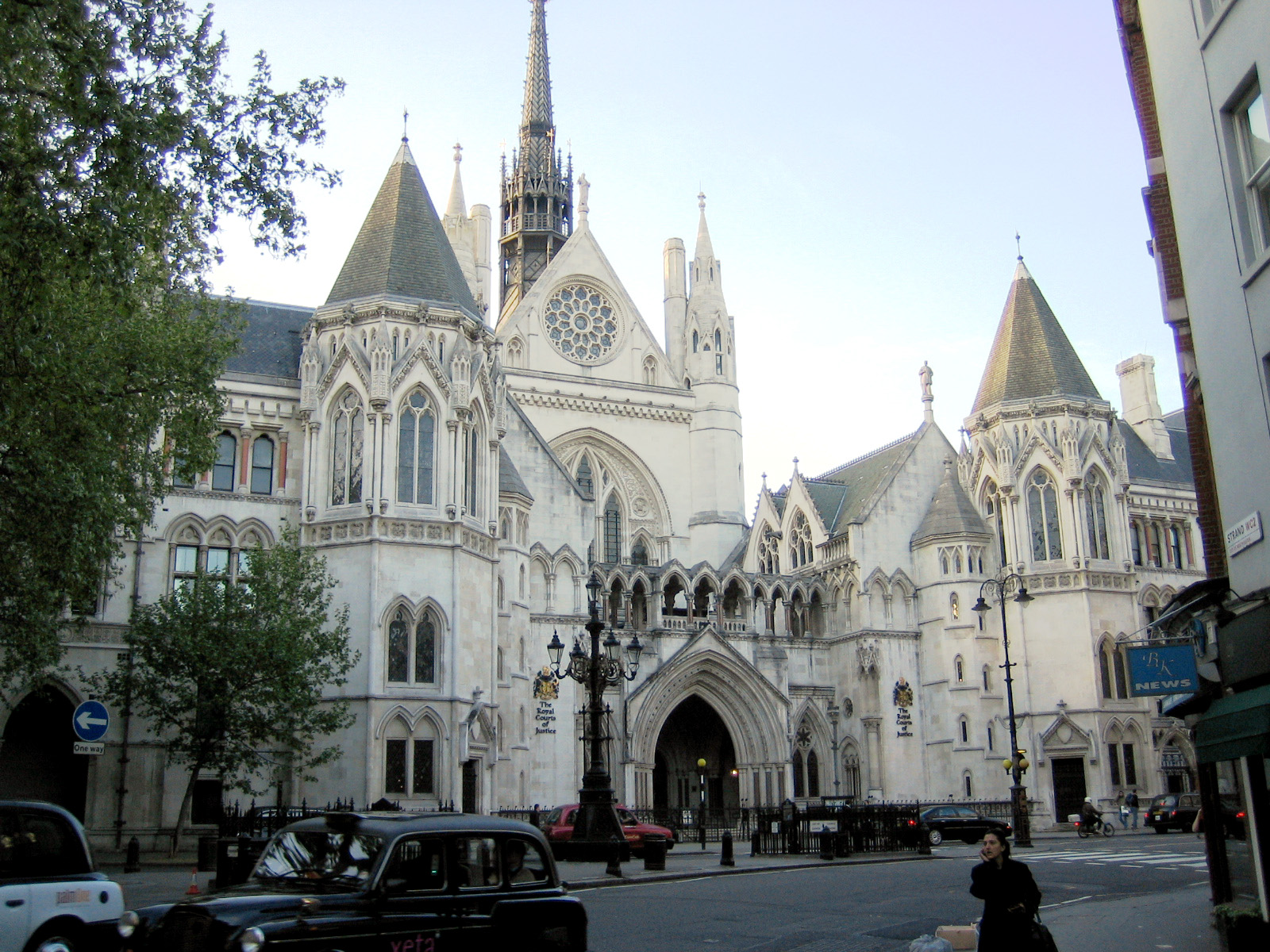
Tòa án hoàng gia tư pháp của Anh và Wales

Vương quốc Liên hiệp Anh và Bắc Ireland không có một hệ thống pháp luật đơn nhất, do Điều 19 của Hiệp định Liên hiệp năm 1706 cho phép Scotland duy trì hệ thống pháp luật riêng. Ngày nay, Vương quốc Liên hiệp Anh và Bắc Ireland có ba hệ thống pháp luật riêng biệt: Luật Anh, luật Bắc Ireland và luật Scot. Một Tòa án Tối cao mới xuất hiện vào tháng 10 năm 2009 nhằm thay thế Ủy ban Thượng tố của Quý tộc viện. Ủy ban Tư pháp của Xu mật viện gồm các thành viên giống như của Tòa án Tối cao, là tòa thượng tố cấp cao nhất đối với một số quốc gia Thịnh vượng chung độc lập, các Lãnh thổ hải ngoại của Vương quốc Liên hiệp Anh và Bắc Ireland và các thuộc địa vương thất.
Luật Anh (áp dụng tại Anh và Wales) và luật Bắc Ireland đều dựa theo các nguyên tắc thông luật. Đứng đầu các tòa án tại Anh và Wales là Tòa án cấp cao của Anh và Wales, gồm Tòa án Thượng tố, Tòa án cấp cao tư pháp (đối với các vụ án dân sự), Tòa án vương thất (với các vụ án hình sự). Tòa án Tối cao là cấp cao nhất đối với các vụ thượng tố hình sự và dân sự tại Anh, Wales và Bắc Ireland và bất kỳ quyết định nào của tòa đều mang tính ràng buộc với các tòa án khác trong cùng quyền hạn, thường có một tác động thuyết phục đối với các phạm vi quyền hạn khác.
Luật Scot là một hệ thống hỗn hợp dựa theo cả các nguyên tắc thông luật và dân luật. Các tòa án chủ yếu là Tòa án hội nghị đối với các vụ án dân sự, và Tòa án cấp cao Tư pháp đối với các vụ án hình sự. Tòa án Tối cao Vương quốc Liên hiệp Anh và Bắc Ireland đóng vai trò là tòa thượng tố cấp cao nhất đối với các vụ án dân sự theo luật Scot.

## Quan hệ đối ngoại
Vương quốc Liên hiệp Anh và Bắc Ireland là một trong năm thành viên thường trực của Hội đồng Bảo an Liên Hợp Quốc, là một thành viên của NATO, Thịnh vượng chung các Quốc gia, G7, G8, G20, OECD, WTO, OSCE. Vương quốc Liên hiệp Anh và Bắc Ireland được cho là có một "quan hệ đặc biệt" với Hoa Kỳ và một quan hệ đối tác mật thiết với Pháp, và chia sẻ công nghệ vũ khí hạt nhân với hai quốc gia này. Vương quốc Liên hiệp Anh và Bắc Ireland cũng có liên kết mật thiết với Cộng hòa Ireland; hai quốc gia chia sẻ một khu vực qua lại chung và hợp tác thông qua Hội nghị liên chính phủ Anh Quốc-Ireland và Hội đồng Anh Quốc-Ireland. Hiện diện và ảnh hưởng toàn cầu của Vương quốc Liên hiệp Anh và Bắc Ireland tiếp tục được khoách trương thông qua các quan hệ mậu dịch, đầu tư ngoại quốc, viện trợ phát triển chính thức và các cam kết quân sự.

## Quân sự

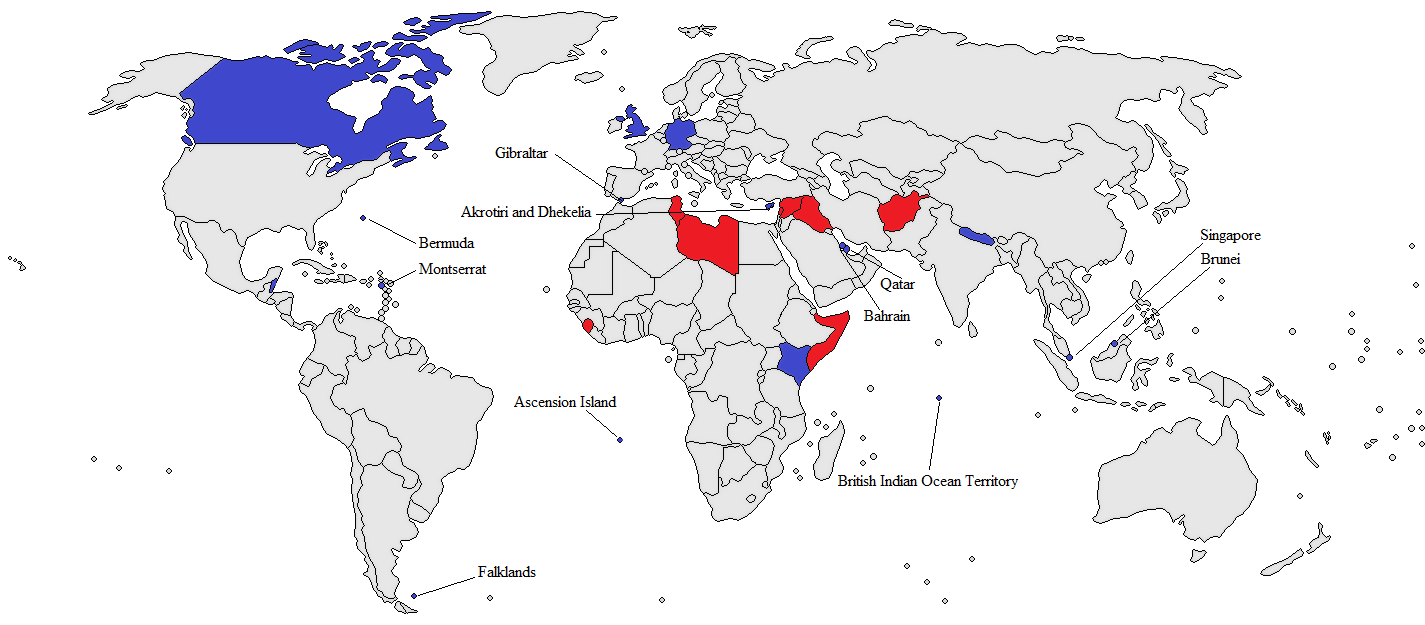
Các cơ sở quân sự ở nước ngoài của Anh Quốc và các đơn vị thuộc Lãnh thổ hải ngoại thuộc Anh.
Can thiệp quân sự từ năm 2000: Palliser (Sierra Leone); Herrick (Afghanistan); Tự do bền vững (Sừng Châu Phi); Telic (Iraq); Ellamy (Libya); và Shader (Nhà nước Hồi giáo Iraq và Cận Đông).

Các lực lượng vũ trang Vương quốc Liên hiệp Anh và Bắc Ireland được gọi chính thức là Quân đội của Quốc vương bệ hạ, gồm ba nhánh phục vụ chuyên nghiệp: Hải quân Hoàng gia Anh Quốc và Đội Hải quân lục chiến Hoàng gia Anh Quốc (tạo thành lực lượng hải quân), Lục quân Anh Quốc và Không quân Hoàng gia Anh Quốc. Các lực lượng do Bộ Quốc phòng quản lý và chịu sự chỉ huy của Hội đồng Quốc phòng do Quốc vụ khanh Quốc phòng chủ tọa. Tổng tư lệnh là quân chủ Vương quốc Liên hiệp Anh và Bắc Ireland, Charles III, các thành viên trong quân đội phải tiến hành tuyên thệ trung thành với nhân vật này. Quân đội chịu trách nhiệm bảo vệ Vương quốc Liên hiệp Anh và Bắc Ireland và các lãnh thổ hải ngoại của mình, xúc tiến các quan tâm an ninh toàn cầu của Vương quốc Liên hiệp Anh và Bắc Ireland và hỗ trợ các nỗ lực duy trì hòa bình quốc tế. Quân đội Vương quốc Liên hiệp Anh và Bắc Ireland là một thành viên tích cực và thường xuyên trong NATO, cũng như các Hiệp định Phòng thủ Ngũ quốc, RIMPAC và các hoạt động liên hiệp toàn cầu khác. Vương quốc Liên hiệp Anh và Bắc Ireland duy trì các doanh trại và căn cứ hải ngoại tại đảo Ascension, Belize, Brunei, Canada, Síp, Diego Garcia, quần đảo Falkland, Đức, Gibraltar, Kenya và Qatar.
Quân đội Vương quốc Liên hiệp Anh và Bắc Ireland đóng một vị thế trọng yếu trong việc biến Đế quốc Anh thành một thế lực thống trị thế giới vào thế kỷ XVIII, XIX và đầu thế kỷ XX. Trong suốt lịch sử của mình, quân đội Anh Quốc hành động trong một số đại chiến như Chiến tranh Bảy năm, Chiến tranh Napoléon, Chiến tranh Krym, Chiến tranh thế giới thứ nhất và Chiến tranh thế giới thứ hai—cũng như nhiều xung đột thuộc địa. Anh Quốc trở nên nổi bật sau thắng lợi từ những xung đột này, và thường có tư cách ảnh hưởng mang tính quyết định đến các sự kiện thế giới. Từ khi Đế quốc Anh kết thúc, chính sách quốc phòng là "các cuộc hành quân tối cần thiết" sẽ được tiến hành trong thành phần một liên minh.

## Địa lý

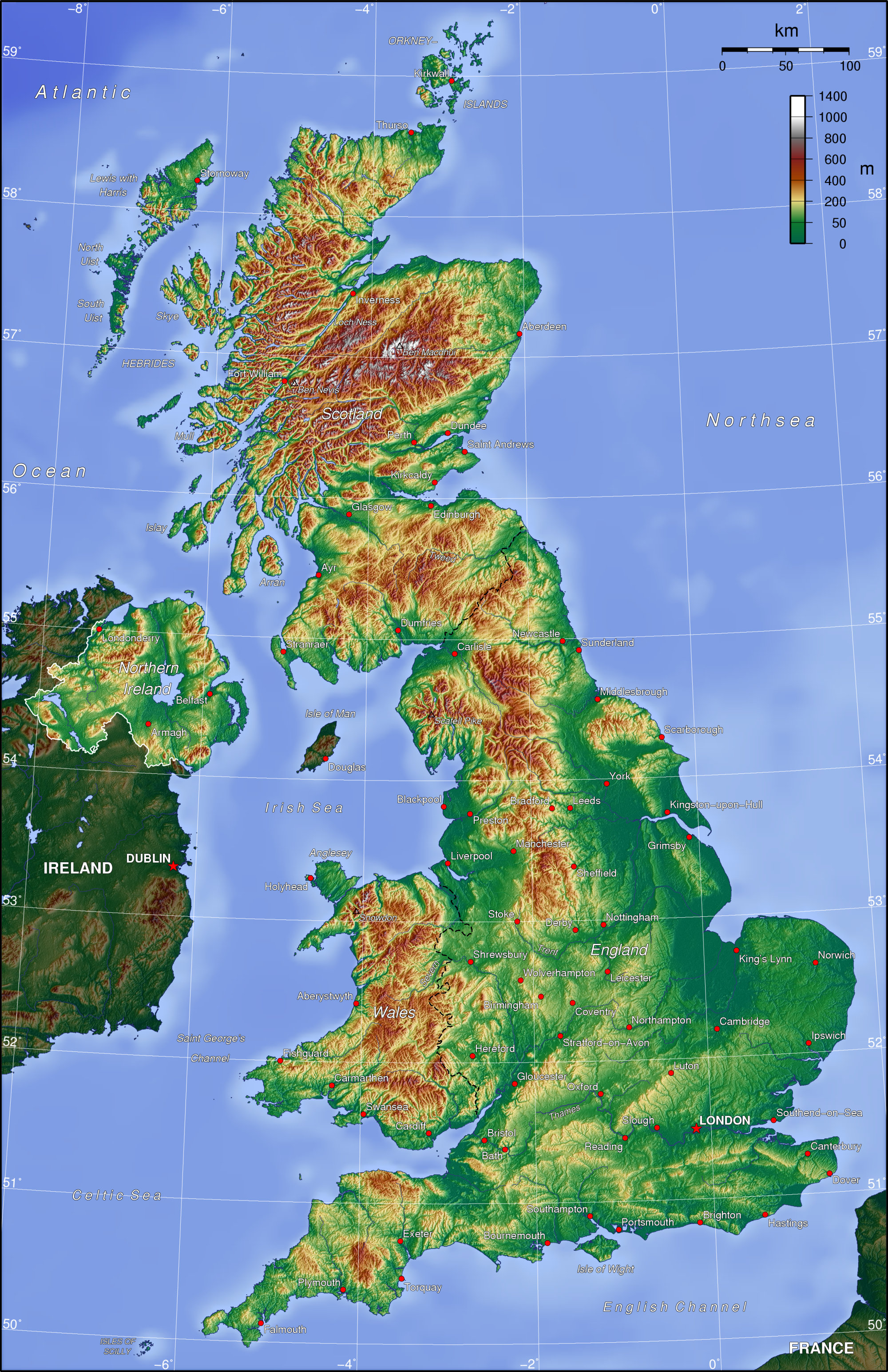
Bản đồ địa hình Vương quốc Liên hiệp Anh và Bắc Ireland

Tổng diện tích của Vương quốc Liên hiệp Anh và Bắc Ireland xấp xỉ 243.610 kilômét vuông (94.060 dặm vuông Anh). Quốc gia chiếm phần lớn quần đảo Anh và gồm đảo Anh, một phần sáu đông bắc của đảo Ireland và một số đảo nhỏ hơn xung quanh. Vương quốc Liên hiệp Anh và Bắc Ireland nằm giữa Bắc Đại Tây Dương và biển Bắc, bờ biển đông nam Vương quốc Liên hiệp Anh và Bắc Ireland nằm cách bờ biển miền bắc Pháp trong vòng 22 dặm (35 km), cách nhau qua eo biển Manche. Năm 1993, 10% diện tích Vương quốc Liên hiệp Anh và Bắc Ireland có rừng che phủ, 46% được sử dụng làm bãi cỏ và 25% dùng để canh tác. Đài thiên văn Hoàng gia Greenwich tại Luân Đôn là điểm xác định của Kinh tuyến gốc.
Vương quốc Liên hiệp Anh và Bắc Ireland nằm giữa các vĩ độ 49° và 61° B, và các kinh độ 9° T và 2° Đ. Bắc Ireland có biên giới trên bộ dài 224 dặm (360 km) với Cộng hòa Ireland. Đường bờ biển của Vương quốc Liên hiệp Anh và Bắc Ireland dài 11.073 dặm (17.820 km). Vương quốc Liên hiệp Anh và Bắc Ireland được liên kết với đại lục châu Âu thông qua Đường hầm eo biển Manche với chiều dài 31 dặm (50 km) (24 dặm (38 km) dưới biển), là đường hầm dưới nước dài nhất trên thế giới.
Anh chiếm hơn một nửa tổng diện tích Vương quốc Liên hiệp Anh và Bắc Ireland, với 130.395 kilômét vuông (50.350 dặm vuông Anh). Hầu hết Anh là địa hình đất thấp, địa hình đồi núi nằm ở tây bắc của đường Tees-Exe; gồm dãy núi Cumbrian tại Lake District, Pennines và các đồi đá vôi tại Peak District, Exmoor và Dartmoor. Các sông và cửa sông chính là Thames, Severn và Humber. Núi cao nhất tại Anh là Scafell Pike (978 mét (3.209 ft)) tại Lake District.

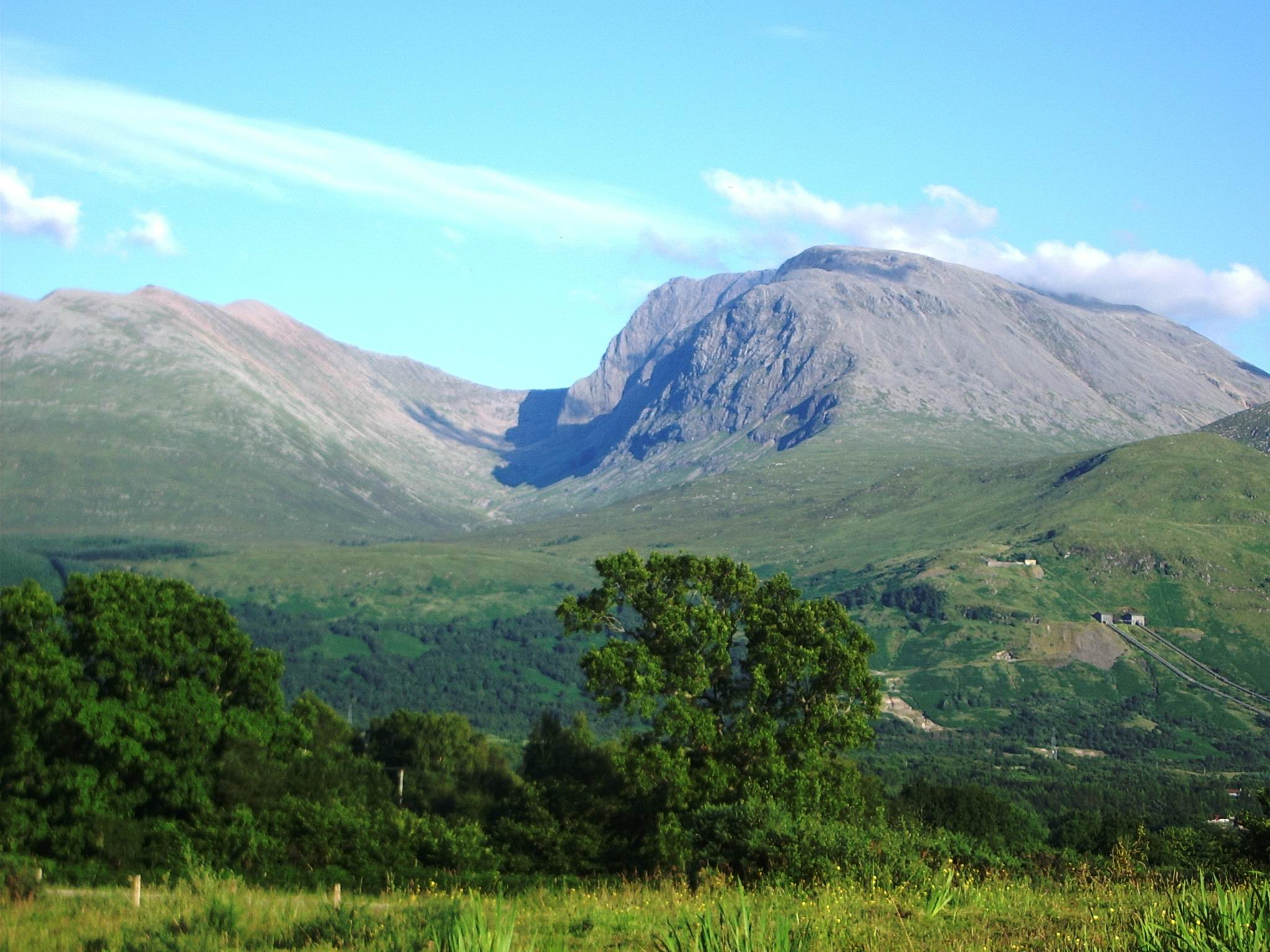
Ben Nevis tại Scotland là điểm cao nhất tại quần đảo Anh

Scotland chiếm gần một phần ba tổng diện tích Vương quốc Liên hiệp Anh và Bắc Ireland, với 78.772 kilômét vuông (30.410 dặm vuông Anh) và bao gồm gần 800 đảo, chủ yếu nằm tại phía tây và phía bắc của đại lục; đáng kể là các quần đảo Hebrids, Orkney và Shetland. Địa hình Scotland được phân chia theo đứt đoạn ranh giới Highlands cắt ngang Scotland từ Arran tại phía tây đến Stonehaven tại phía đông. Đường đứt dãy phân chia thành hai khu vực khác biệt rõ ràng, mang tên Highlands (Đất Cao) tại phía bắc và tây và Lowlands (Đất Thấp) tại phía nam và đông. Khu vực Highlands gồ ghề hơn và gồm phần lớn đất núi của Scotland, trong đó có Ben Nevis với độ cao 1.343 mét (4.406 ft) là điểm cao nhất tại quần đảo Anh. Khu vực Lowlands mà đặc biệt là eo đất hẹp nằm giữa vịnh Clyde và vịnh Forth mang tên Central Belt có địa hình bằng phẳng hơn và là nơi cư trú của hầu hết dân cư.
Wales chiếm dưới một phần mười tổng diện tích của Vương quốc Liên hiệp Anh và Bắc Ireland, với 20.779 kilômét vuông (8.020 dặm vuông Anh). Địa hình Wales hầu hết là đồi núi, song miền nam có ít đồi núi hơn miền bắc và miền trung. Khu vực cư dân và công nghiệp chính nằm tại miền nam. Các núi cao nhất tại Wales nằm tại Snowdonia và gồm có Snowdon cao nhất Wales với độ cao 1.085 mét (3.560 ft). Wales có 14 hoặc 15 núi cao hơn 3.000 feet (914 m). Wales có đường bờ biển dài 2.704 kilômét (1.680 dặm).
Bắc Ireland tách biệt với đảo Anh qua biển Ireland và eo biển Bắc, có diện tích 14.160 kilômét vuông (5.470 dặm vuông Anh) và hầu hết là đồi. Bắc Ireland có hồ lớn nhất quần đảo Anh là Lough Neagh với diện tích 388 kilômét vuông (150 dặm vuông Anh). Đỉnh cao nhất tại Bắc Ireland là Slieve Donard thuộc dãy núi Mourne với độ cao 852 mét (2.795 ft).

### Khí hậu
Vương quốc Liên hiệp Anh và Bắc Ireland có khí hậu ôn đới, lượng mưa dồi dào quanh năm. Nhiệt độ biến hóa theo mùa, hiếm khi giảm xuống dưới −11 °C (12 °F) hoặc tăng trên 35 °C (95 °F). Gió phổ biến thổi từ tây nam và thường xuyên mang theo các đợt thời tiết ôn hòa và mưa từ Đại Tây Dương, song phần phía đông hầu như bị chắn gió do hầu hết mưa rơi tại các khu vực phía tây, phía đông do đó khô hơn. Các hải lưu Đại Tây Dương được Gulf Stream làm ấm và đem đến mùa đông ôn hòa; đặc biệt là tại phía tây nơi mà mùa đông có mưa nhất là tại vùng cao. Mùa hè ấm hơn tại khu vực đông nam của Anh, do là nơi nằm sát đại lục châu Âu nhất, và phía bắc là nơi mát nhất. Tuyết rơi dày có thể xuất hiện trong mùa đông và đầu mùa xuân tại những vùng cao.

### Phân cấp hành chính
Mỗi quốc gia tại Vương quốc Liên hiệp Anh và Bắc Ireland có hệ thống phân chia hành chính và địa lý riêng, thường có nguồn gốc từ trước khi thành lập Vương quốc Liên hiệp Anh và Bắc Ireland. Do đó, không có cấp bậc chung của đơn vị hành chính tại Vương quốc Liên hiệp Anh và Bắc Ireland. Cho đến thế kỷ XIX, có ít biến hóa về những sắp xếp này, song kể từ đó có sự tiến triển liên tục về vai trò và nhiệm vụ.
Tổ chức của chính quyền địa phương tại Anh có tính phức tạp, phân bổ trách nhiệm biến đổi theo sắp xếp địa phương. Pháp luật liên quan đến chính quyền địa phương tại Anh là trách nhiệm của quốc hội và chính phủ Vương quốc Liên hiệp Anh và Bắc Ireland, do Anh không có quốc hội riêng. Cấp hành chính cao nhất của Anh là 9 vùng, song hiện chủ yếu được sử dụng cho các mục đích thống kê. Một vùng là Đại Luân Đôn có một hội đồng và thị trưởng được bầu trực tiếp từ năm 2000. Theo dự định, các vùng khác cũng sẽ được trao quyền bầu hội đồng khu vực của họ, song một đề xuất hội đồng tại khu vực Đông Bắc bị bác bỏ trong một cuộc trưng cầu dân ý vào năm 2004. Bên dưới cấp khu vực, một số nơi của Anh có các hội đồng quận huyện và một số nơi khác có các cơ quan nhất thể; trong khi Luân Đôn gồm 32 quận và Thành phố Luân Đôn. Các hội viên của hội đồng được bầu theo thể thức đa số chế trong các phường có 1 thành viên hoặc theo thể chế đa số đa thành viên trong các phường có nhiều thành viên.
Đối với mục đích chính quyền địa phương, Scotland được phân thành 32 khu vực hội đồng, với khác biệt lớn về cả kích thước và dân số. Các thành phố Glasgow, Edinburgh, Aberdeen và Dundee là các khu vực hội đồng riêng biệt, trong khi Hội đồng Highlands gồm một phần ba diện tích của Scotland song chỉ có trên 200.000 dân. Các hội đồng địa phương được hình thành từ các hội viên đắc cử; họ được trả lương bán thời gian. Mỗi hội đồng bầu một Provost, hoặc Convenor, để chủ trì các cuộc họp của hội đồng và để đóng vai trò là nhân vật đứng đầu khu vực. Các hội viên hội đồng là đối tượng áp dụng của một quy tắc đạo đức do Ủy ban Tiêu chuẩn Scotland thi hành.
Chính quyền địa phương tại Wales gồm 22 cơ quan nhất thể, như các thành phố Cardiff, Swansea và Newport. Các cuộc bầu cử được tổ chức mỗi bốn năm theo thể thức đa số chế. Hiệp hội chính quyền địa phương Wales đại diện cho quyền lợi của các chính quyền địa phương tại Wales.
Chính quyền địa phương tại Bắc Ireland từ năm 1973 được tổ chức thành 26 hội đồng huyện, mỗi hội đồng được bầu theo thể thức khả chuyển nhượng đơn nhất. Quyền lực của họ bị hạn chế trong các dịch vụ như thu gom rác, kiểm soát chó và bảo vệ công viên và nghĩa địa. Ngày 13 tháng 3 năm 2008, cơ quan hành pháp tán thành đề xuất thiết lập 11 hội đồng mới và thay thể hệ thống hiện tại. Các cuộc bầu cử địa phương được hoãn cho đến năm 2016 nhằm phục vụ mục đích này.

## Lãnh thổ phụ thuộc

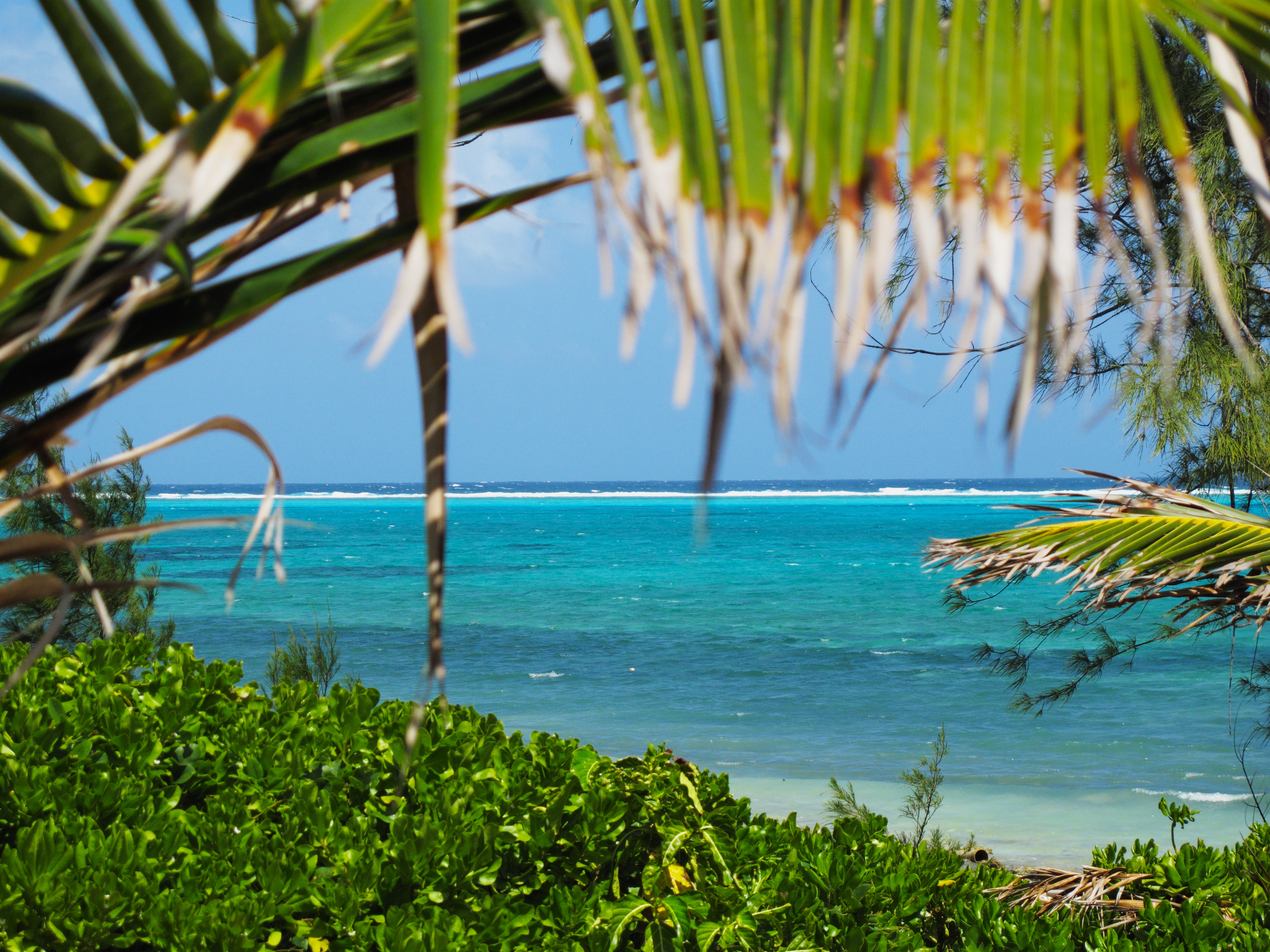
Quang cảnh biển Caribe từ quần đảo Cayman, một trong những trung tâm tài chính và địa điểm du lịch hàng đầu.

Vương quốc Liên hiệp Anh và Bắc Ireland có chủ quyền với 17 lãnh thổ không phải là bộ phận của bản thân Vương quốc Liên hiệp Anh và Bắc Ireland: 14 lãnh thổ hải ngoại và 3 Lãnh địa vương quyền.
14 lãnh thổ hải ngoại của Vương quốc Liên hiệp Anh và Bắc Ireland gồm: Anguilla; Bermuda; Lãnh thổ Ấn Độ Dương thuộc Anh; Lãnh thổ châu Nam Cực thuộc Anh; Quần đảo Virgin thuộc Anh; Quần đảo Cayman; Quần đảo Falkland; Gibraltar; Montserrat; Saint Helena, Ascension và Tristan da Cunha; Quần đảo Turks và Caicos; Quần đảo Pitcairn; Nam Georgia và Quần đảo Nam Sandwich; và Các khu vực chủ quyền tại Síp. Tuyên bố chủ quyền của Vương quốc Liên hiệp Anh và Bắc Ireland tại châu Nam Cực không được công nhận phổ biến. Tổng cộng, các lãnh thổ hải ngoại của Anh có diện tích đất liền 1.727.570 kilômét vuông (667.018 dặm vuông Anh) và dân số xấp xỉ 260.000 người (2008). Chúng là tàn dư của Đế quốc Anh và một vài lãnh thổ bỏ phiếu ủng hộ duy trì là lãnh thổ của Vương quốc Liên hiệp Anh và Bắc Ireland (Bermuda năm 1995, Gibraltar năm 2002 và quần đảo Falkland năm 2013).
Các Lãnh địa vương quyền thuộc sở hữu của quân chủ, ngược với các lãnh thổ hải ngoại. Chúng gồm ba khu vực pháp lý được quản trị riêng biệt: Jersey và Guernsey tại eo biển Manche, và đảo Man trên biển Ireland. Theo các hiệp định song phương, chính phủ Vương quốc Liên hiệp Anh và Bắc Ireland quản lý sự vụ đối ngoại và quốc phòng của các đảo và Quốc hội Vương quốc Liên hiệp Anh và Bắc Ireland có quyền lực lập pháp nhân danh họ. Tuy nhiên, trên phạm vi quốc tế, các lãnh thổ này được đề cập là "các lãnh thổ mà Vương quốc Liên hiệp Anh và Bắc Ireland chịu trách nhiệm".

## Nhân khẩu

Bản đồ mật độ dân số Anh Quốc theo điều tra nhân khẩu 2011.

Một cuộc điều tra nhân khẩu được tiến hành đồng thời tại mọi khu vực của Vương quốc Liên hiệp Anh và Bắc Ireland mỗi mười năm. Cục Thống kê Quốc gia chịu trách nhiệm thu thập dữ liệu cho Anh và Wales, Tổng cục Hộ tịch Scotland và Cơ quan Thống kê và Nghiên cứu Bắc Ireland lần lượt chịu trách nhiệm về điều tra tại quốc gia của họ. Trong điều tra nhân khẩu năm 2021, tổng dân số Vương quốc Liên hiệp Anh và Bắc Ireland được ước tính là 67.081.000. Đây là quốc gia đông dân thứ ba trong Liên minh châu Âu, thứ năm trong Thịnh vượng chung và đứng thứ 21 trên thế giới. 2010 là năm thứ ba liên tiếp biến động tự nhiên đóng góp vào tăng trưởng dân số nhiều hơn di cư quốc tế dài hạn thực. Từ năm 2001 đến năm 2011, dân số Vương quốc Liên hiệp Anh và Bắc Ireland tăng trưởng hàng năm với mức xấp xỉ 0,7%, so với 0,3%/năm trong giai đoạn 1991-2001 và 0,2%/năm trong giai đoạn 1981-1991. Điều tra nhân khẩu năm 2011 cũng xác thực rằng tỷ lệ dân số trong độ tuổi 0–14 giảm gần một nửa (31% năm 1911 so với 18% năm 2011) và tỷ lệ người già từ 65 tuổi trở lên tăng gấp ba lần (từ 5% lên 16%).
Dân số Anh trong năm 2011 là 53 triệu, chiếm khoảng 84%. Đây là một trong các quốc gia có mật độ dân số dày đặc nhất trên thế giới với 383 người/km² vào giữa năm 2003, đặc biệt tập trung tại Luân Đôn và khu vực đông nam. Điều tra nhân khẩu năm 2011 biểu thị dân số Scotland là 5,3 triệu, Wales có 3,06 triệu dân và Bắc Ireland có 1,81 triệu dân.
Năm 2012, tổng tỷ suất sinh trung bình toàn quốc là 1,92 trẻ/phụ nữ. Mặc dù tỷ suất sinh gia tăng đóng góp vào tăng trưởng dân số hiện tại, song vẫn thấp hơn đáng kể so với mức đỉnh bùng nổ sinh sản 2,95 trẻ/phụ nữ vào năm 1964, dưới mức thay thế là 2,1, song cao hơn mức thấp kỷ lục vào năm 2001 là 1,63. Năm 2012, Scotland có tỷ suất sinh thấp nhất với chỉ 1,67, tiếp đến là Wales với 1,88, Anh với 1,94, và Bắc Ireland với 2,03. Năm 2011, 47,3% ca sinh tại Vương quốc Liên hiệp Anh và Bắc Ireland là của sản phụ chưa kết hôn. Một số liệu của chính phủ ước tính rằng có 3,6 triệu người đồng tính luyến ái tại Vương quốc Liên hiệp Anh và Bắc Ireland, chiếm 6% dân số.

### Sắc tộc
| Dân tộc                      | Dân số 2011 | % 2011 |
| ---------------------------- | ----------- | ------ |
| Da trắng                     | 55,010,359  | 87,1   |
| Da trắng: Ireland du cư      | 63.193      | 0,1    |
| Á hoặc Anh gốc Á: Ấn Độ      | 1.451.862   | 2,3    |
| Á hoặc Anh gốc Á: Pakistan   | 1.173.892   | 1,9    |
| Á hoặc Anh gốc Á: Bangladesh | 451.529     | 0,7    |
| Á hoặc Anh gốc Á: Hoa        | 433.150     | 0,7    |
| Á hoặc Anh gốc Á: Khác       | 861.815     | 1,4    |
| Á hoặc Anh gốc Á: Tổng       | 4.373.339   | 7,0    |
| Da đen hoặc Anh Da đen       | 1.904.684   | 3,0    |
| Hỗn chủng                    | 1.250.229   | 2,0    |
| Khác: Tổng                   | 580.374     | 0,9    |
| Tổng                         | 63.182.178  | 100    |

Bản đồ biểu thị tỷ lệ dân cư phi da trắng theo điều tra nhân khẩu năm 2011.

Trên phương diện lịch sử, người Vương quốc Liên hiệp Anh và Bắc Ireland bản địa được cho là hậu duệ của các dân tộc khác nhau đến định cư tại đây từ trước thế kỷ XI: người Celt, La Mã, Anglo-Saxon, Norse và Norman. Người Wales có thể là dân tộc cổ xưa nhất tại Vương quốc Liên hiệp Anh và Bắc Ireland. Một nghiên cứu di truyền học vào năm 2006 biểu thị rằng hơn 50% nguồn gen của Anh có chứa các nhiễm sắc thể Y Germain. Phân tích di truyền khác vào năm 2005 biểu thị rằng "khoảng 75% tổ tiên truy nguyên của cư dân Anh Quốc hiện đại đến quần đảo Anh vào khoảng 6.200 năm trước, lúc khởi đầu thời kỳ đồ đá mới hoặc đồ đá Anh", và rằng chia sẻ phổ biến một tổ tiên chung với người Basque.
Vương quốc Liên hiệp Anh và Bắc Ireland có một lịch sử nhập cư phi da trắng quy mô nhỏ, Liverpool có dân cư da đen xưa nhất trong toàn quốc với ít nhất là từ thập niên 1730 trong thời kỳ mua bán nô lệ châu Phi, và cộng đồng người Hoa xưa nhất tại châu Âu bắt đầu khi thủy thủ người Hoa đến vào thế kỷ XIX. Năm 1950, có thể có ít hơn 20.000 cư dân phi da trắng tại Vương quốc Liên hiệp Anh và Bắc Ireland, hầu hết được sinh tại hải ngoại.
Từ năm 1948, diễn ra nhập cư đáng kể từ châu Phi, khu vực Caribe và Nam Á, là di sản liên kết được thiết lập từ Đế quốc Anh. Nhập cư từ các quốc gia thành viên mới trong EU tại Trung và Đông Âu từ năm 2004 dẫn đến tăng trưởng dân số của các nhóm này, tuy nhiên, tính đến  năm 2008, xu hướng bị đảo chiều. Nhiều trong số những người nhập cư này trở về tổ quốc của họ, khiến không rõ về quy mô các nhóm này.
Tính đa dạng dân tộc thay đổi đáng kể trên khắp Vương quốc Liên hiệp Anh và Bắc Ireland. 30,4% cư dân Luân Đôn và 37,4% cư dân Leicester được ước tính không phải là người da trắng năm 2005, trong khi đó dưới 5% cư dân Đông Bắc Anh, Wales và Tây Nam Anh đến từ các nhóm thiểu số theo điều tra nhân khẩu năm 2001. Năm 2016, 31,4% học sinh tiểu học và 27,9% học sinh trung học trong các trường công tại Anh là thành viên của một dân tộc thiểu số.
Dân số phi da trắng của Anh và Wales tăng 38% từ 6,6 triệu năm 2001 lên 9,1 triệu vào năm 2009. Nhóm tăng trưởng nhanh nhất là cư dân hỗn chủng, tăng từ 672.000 vào năm 2001 lên 986.600 vào năm 2009. Cũng trong giai đoạn này, người Anh Quốc da trắng suy giảm 36.000.

### Ngôn ngữ

Thế giới Anh ngữ. Các quốc gia xanh đậm có đa số cư dân nói tiếng Anh bản ngữ; các quốc gia mà tiếng Anh là một ngôn ngữ chính thức song không phải là một ngôn ngữ đa số được thể hiện màu xanh nhạt. Tiếng Anh là một ngôn ngữ chính thức của Liên minh châu Âu và Liên Hợp Quốc

Ngôn ngữ chính thức trên thực tế của Vương quốc Liên hiệp Anh và Bắc Ireland là tiếng Anh. Theo ước tính, 95% cư dân Vương quốc Liên hiệp Anh và Bắc Ireland là người đơn ngữ tiếng Anh. 5,5% cư dân được ước tính là nói các ngôn ngữ được đưa đến Vương quốc Liên hiệp Anh và Bắc Ireland do kết quả của nhập cư tương đối gần đây. Các ngôn ngữ Nam Á, gồm Bengal, Tamil, Punjab, Hindi và Gujarat, là các nhóm lớn nhất và được 2,7% cư dân Vương quốc Liên hiệp Anh và Bắc Ireland nói. Theo điều tra nhân khẩu năm 2011, tiếng Ba Lan trở thành ngôn ngữ được nói nhiều thứ hai tại Anh và có 546.000 người nói.
Bốn ngôn ngữ Celt được nói tại Vương quốc Liên hiệp Anh và Bắc Ireland: tiếng Wales; tiếng Ireland; tiếng Gael Scotland; và tiếng Cornwall. Tất cả đều được công nhận là các ngôn ngữ khu vực hoặc thiểu số, là chủ thể của các biện pháp cụ thể nhằm bảo vệ và xúc tiến theo Công ước châu Âu về các ngôn ngữ khu vực và thiểu số và Công ước khung về bảo vệ các dân tộc thiểu số. Theo điều tra nhân khẩu năm 2001, hơn một phần năm (21%) cư dân Wales cho biết là họ có thể nói tiếng Wales, tăng so với điều tra nhân khẩu năm 1991 (18%). Ngoài ra, ước tính có khoảng 200.000 người nói tiếng Wales sống tại Anh. Trong cuộc điều tra nhân khẩu này, tại Bắc Ireland có 167.487 người (10,4%) nói rằng họ có "một số kiến thức về tiếng Ireland", hầu như đều là trong cộng đồng dân cư dân tộc chủ nghĩa (chủ yếu là Công giáo). Trên 92.000 người tại Scotland (dưới 2%) có một số năng lực ngôn ngữ Gael, cao nhất là tại Ngoại Hebrides. Số học sinh được dạy bằng tiếng Wales, Gael Scotland và Ireland gia tăng. Tiếng Scots là một ngôn ngữ có nguồn gốc từ tiếng Anh Trung đại miền bắc thời kỳ đầu, được công nhận hạn chế với tư cách biến thể khu vực, tiếng Scots Ulster tại Bắc Ireland không có cam kết cụ thể nhằm bảo vệ và xúc tiến.
Học sinh tại Anh bắt buộc phải học một ngôn ngữ thứ hai cho đến năm 14 tuổi, tại Scotland là đến 16 tuổi. Tiếng Pháp và tiếng Đức là ngôn ngữ thứ hai được giảng dạy phổ biến nhất tại Anh và Scotland. Toàn bộ học sinh tại Wales được dạy tiếng Wales như ngôn ngữ thứ hai cho đến năm 16 tuổi, hoặc được giảng dạy bằng tiếng Wales.

### Tôn giáo

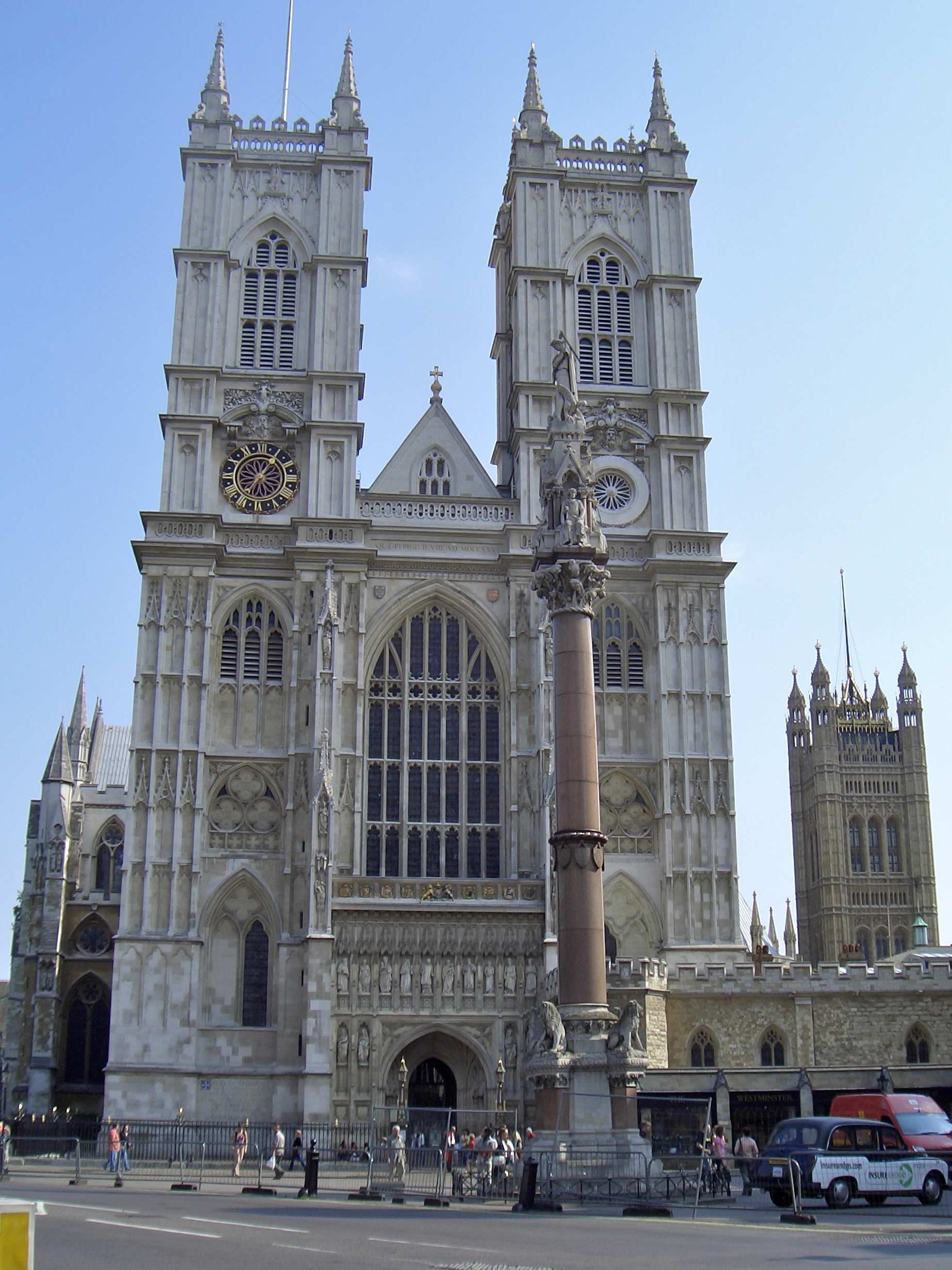
Tu viện Westminster được sử dụng làm nơi đăng quang của các quân chủ Anh Quốc

Cơ Đốc giáo là nền tảng quan trọng cho di sản văn hóa Anh Quốc trong hơn 14 thế kỷ. Mặc dù đa số công dân vẫn gắn bó với Cơ Đốc giáo trong nhiều nghiên cứu, song số người dự lễ trong nhà thờ giảm đi đáng kể từ giữa thế kỷ XX, trong khi nhập cư và biến đổi nhân khẩu học góp phần vào sự phát triển của các tín ngưỡng khác, đáng chú ý nhất là Hồi giáo. Tình hình này khiến một số nhà bình luận có các mô tả khác nhau về Vương quốc Liên hiệp Anh và Bắc Ireland như xã hội đa tín ngưỡng, thế tục hóa, hoặc hậu Cơ Đốc giáo.
Trong điều tra nhân khẩu 2001, 71,6% tổng số người trả lời biểu thị rằng họ là tín đồ Cơ Đốc giáo, các tôn giáo lớn tiếp theo là Hồi giáo (2,8%), Ấn Độ giáo (1,0%), Sikh giáo (0,6%), Do Thái giáo (0,5%), Phật giáo (0,3%). 15% số người trả lời biểu thị rằng họ không theo tôn giáo nào, và thêm 7% không trả lời về tôn giáo. So sánh các điều tra nhân khẩu năm 2001 và 2011, số người nhận là tín đồ Cơ Đốc giáo giảm 12%, trong khi tỷ lệ của những người trả lời là không tôn giáo tăng gấp đôi. Điều này trái ngược với sự tăng trưởng của các nhóm tôn giáo chính khác, khi số lượng tín đồ Hồi giáo tăng khoảng 5%.
Giáo hội Anh là quốc giáo tại xứ Anh. Giáo hội duy trì đại diện trong Quốc hội Vương quốc Liên hiệp Anh và Bắc Ireland và Quân chủ Vương quốc Liên hiệp Anh và Bắc Ireland là người quản trị tối cao. Tại Scotland, Giáo hội Scotland (Trưởng Lão) được công nhận là giáo hội quốc gia. Giáo hội Scotland không chịu sự kiểm soát của nhà nước, và quân chủ Vương quốc Liên hiệp Anh và Bắc Ireland là một thành viên thông thường, được yêu cầu tuyên thệ "duy trì và bảo tồn tôn giáo Tin Lành và thiết chế giáo hội Trưởng Lão" khi đăng quang. Giáo hội Anh giáo tại Wales bị phi quốc lập hóa vào năm 1920, Giáo hội Anh giáo Ireland cũng như thế vào năm 1870 trước khi đảo Ireland bị phân chia, do đó không có giáo hội quốc lập tại Bắc Ireland. Mặc dù cuộc điều tra nhân khẩu toàn Vương quốc Liên hiệp Anh và Bắc Ireland năm 2001 không lấy dữ liệu cụ thể về các hệ phái Cơ Đốc giáo, song có ước tính rằng 62% tín đồ Cơ Đốc theo Anh giáo, 13,5% theo Công giáo, 6% theo Trưởng Lão, 3,4% theo Giám Lý cùng số lượng nhỏ theo các giáo phái Tin Lành khác và Chính thống giáo Đông phương.

## Xã hội

### Giáo dục

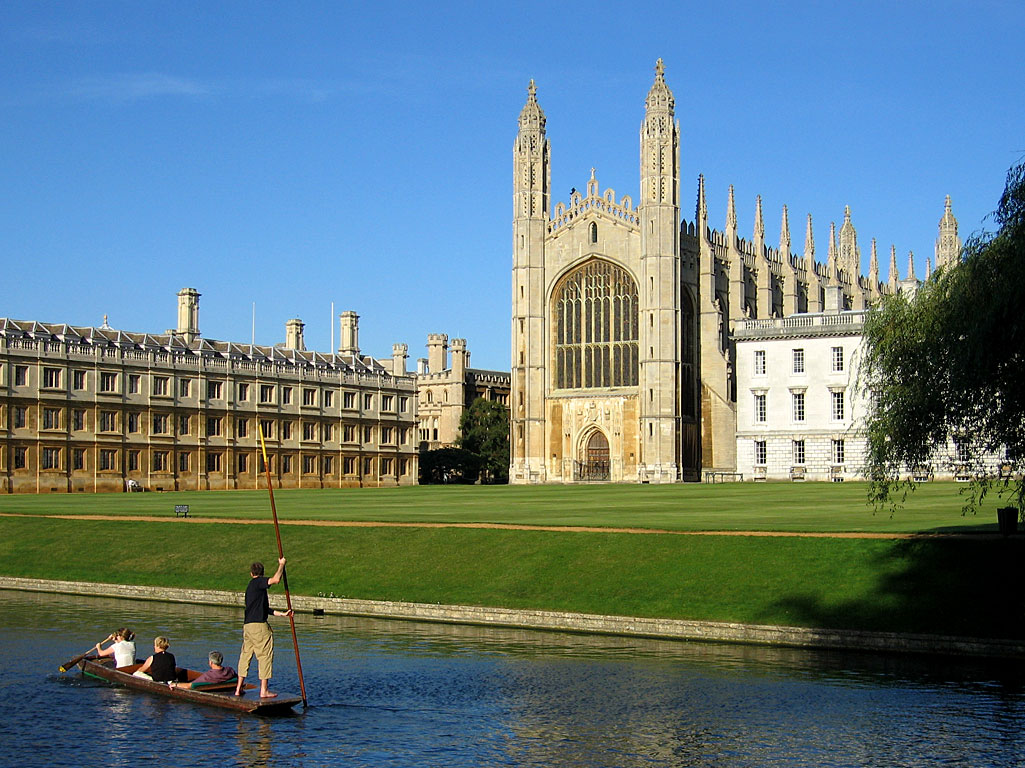
Học viện King's là bộ phận của Đại học Cambridge hình thành vào năm 1209

Giáo dục tại Anh là trách nhiệm của Bộ trưởng Giáo dục Vương quốc Liên hiệp, song quản lý thường ngày và tài trợ cho các trường công là trách nhiệm của chính quyền địa phương. Giáo dục công miễn phí được tiến hành dần dần từ năm 1870 đến năm 1944. Giáo dục nay là bắt buộc trong độ tuổi từ 5 đến 16 (15 nếu sinh vào cuối tháng 7 hoặc tháng 8). Năm 2011, TIMSS xếp hạng các học sinh 13–14 tuổi tại Anh và Wales đứng thứ 10 thế giới về toán và thứ 9 về khoa học. Năm 2010, trên 45% chỉ tiêu tại Đại học Oxford và 40% tại Đại học Cambridge thuộc về các sinh viên đến từ các trường tư thục, dù nhóm này chỉ chiếm 7% số học sinh phổ thông. Anh có hai đại học cổ nhất trong thế giới Anh ngữ, đó là Đại học Oxford và Đại học Cambridge, với lịch sử trên tám thế kỷ. Vương quốc Liên hiệp Anh và Bắc Ireland có 9 trường đại học nằm trong nhóm 100 đại học hàng đầu theo xếp hạng của Times Higher Education năm 2013, số lượng chỉ đứng thứ hai sau Hoa Kỳ.
Giáo dục tại Scotland là trách nhiệm của Bộ trưởng Nội các về Giáo dục và Học tập suốt đời, quản lý thường ngày và tài trợ cho các trường công là trách nhiệm của chính quyền địa phương. Hai cơ cấu công cộng không ngang cấp bộ đóng vai trò trọng yếu trong giáo dục Scotland: Cơ quan Tư cách Scotland, Cơ quan Học tập và Giảng dạy Scotland. Scotland lần đầu tiên pháp luật hóa giáo dục bắt buộc vào năm 1496. Tỷ lệ trẻ tại Scotland theo học trường tư là trên 4%, tăng chậm trong những năm gần đây. Sinh viên Scotland theo học tại các trường đại học Scotland sẽ không phải trả học phí hay trách nhiệm hiến tặng tốt nghiệp, do các khoản phí bị bãi bỏ vào năm 2001 và trách nhiệm hiến tặng tốt nghiệp bị bãi bỏ vào năm 2008.
Chính phủ Wales chịu trách nhiệm về giáo dục tại Wales. Một số lượng đáng kể học sinh Wales được giảng dạy hoàn toàn hoặc ở mức độ lớn bằng tiếng Wales; các bài học bằng tiếng Wales là bắt buộc đối với toàn bộ học sinh cho đến tuổi 16.
Giáo dục tại Bắc Ireland là trách nhiệm của Bộ trưởng Giáo dục Bắc Ireland và Bộ trưởng Công việc và Học tập, song trách nhiệm nằm tại cấp địa phương trong việc quản lý. Hội đồng Khóa trình, Khảo thí và Đánh giá (CCEA) là cơ cấu chịu trách nhiệm cố vấn cho chính phủ về những kiến thức nên được giảng dạy trong các trường học Bắc Ireland, kiểm định tiêu chuẩn và công nhận trình độ.

### Y tế
Y tế tại Vương quốc Liên hiệp Anh và Bắc Ireland là một vấn đề được phân cấp và mỗi quốc gia có hệ thống riêng về chăm sóc sức khỏe tư nhân và công cộng, cùng với các phương pháp điều trị thay thế, toàn diện, và bổ sung. Y tế công cộng được cung cấp cho toàn bộ cư dân thường trú tại Vương quốc Liên hiệp Anh và Bắc Ireland và hầu hết là miễn phí tại điểm cần thiết, được trả từ thuế chung. Tổ chức Y tế Thế giới vào năm 2000 xếp hạng dự phòng y tế tại Vương quốc Liên hiệp Anh và Bắc Ireland tốt thứ 15 tại châu Âu và đứng thứ 18 trên thế giới.
Các cơ quan quản lý được tổ chức trên cơ sở toàn Vương quốc Liên hiệp Anh và Bắc Ireland như Tổng hội Y khoa, Hội đồng Hộ lý và Trợ sản và các cơ quan có cơ sở phi chính phủ như Royal College. Tuy nhiên, trách nhiệm chính trị và hoạt động y tế thuộc về cơ quan hành pháp của bốn quốc gia; y tế tại Anh là trách nhiệm của chính phủ Vương quốc Liên hiệp Anh và Bắc Ireland; y tế tại Bắc Ireland là trách nhiệm của cơ quan hành pháp Bắc Ireland; y tế tại Scotland là trách nhiệm của chính phủ Scotland; và y tế tại Wales là trách nhiệm của chính phủ hội đồng Wales. Mỗi dịch vụ y tế quốc dân có các chính sách và ưu tiên khác nhau, dẫn đến các tương phản.
Kể từ năm 1979, chi tiêu cho y tế gia tăng đáng kể, đạt gần hơn tới mức bình quân của Liên minh châu Âu. Vào năm 2009, Vương quốc Liên hiệp Anh và Bắc Ireland chi tiêu khoảng 8,4% tổng thu nhập nội địa cho y tế, thấp hơn 0,5% so với mức trung bình của OECD và thấp hơn khoảng 1% so với mức trung bình của Liên minh châu Âu.

## Kinh tế

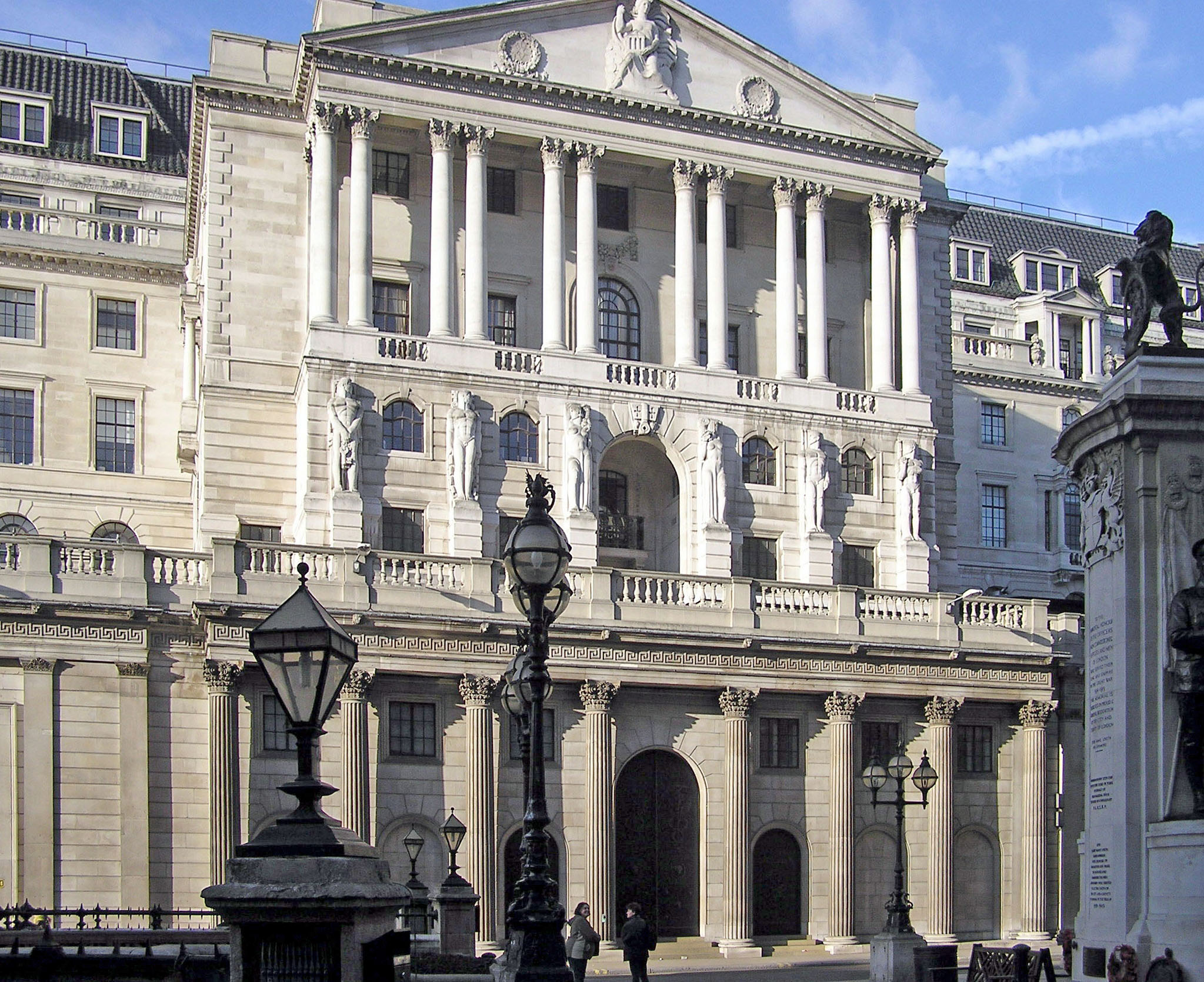
Ngân hàng Anh là ngân hàng trung ương của Vương quốc Liên hiệp Anh và Bắc Ireland

Vương quốc Liên hiệp Anh và Bắc Ireland có một nền kinh tế thị trường chịu kiểm soát cục bộ. Dựa theo tỷ giá hối đoái thị trường, Vương quốc Liên hiệp Anh và Bắc Ireland vào năm 2009 là nền kinh tế lớn thứ sáu trên thế giới và lớn thứ ba tại châu Âu sau Đức và Pháp. Bộ Ngân khố Nữ vương bệ hạ (HM Treasury) chịu trách nhiệm phát triển và thi hành các chính sách tài chính công và chính sách kinh tế của chính phủ Vương quốc Liên hiệp Anh và Bắc Ireland. Ngân hàng Anh là ngân hàng trung ương của Vương quốc Liên hiệp Anh và Bắc Ireland và chịu trách nhiệm phát hành giấy bạc và tiền đồng bảng Anh. Bảng Anh là tiền tệ dự trữ lớn thứ ba thế giới (sau Dollar Mỹ và Euro) tính đến năm 2007. Kể từ năm 1997, Ủy ban Chính sách Tiền tệ của Ngân hàng Anh chịu trách nhiệm thiết lập lãi suất ở mức độ cần thiết nhằm đạt được mục tiêu lạm phát tổng thể do Bộ trưởng Tài chính xác định.
Lĩnh vực dịch vụ chiếm khoảng 73% GDP của Vương quốc Liên hiệp Anh và Bắc Ireland (2006). Luân Đôn là một trong ba "trung tâm chỉ huy" của kinh tế toàn cầu (cùng với New York và Tokyo), là trung tâm tài chính lớn nhất thế giới cùng New York, và là thành phố có GDP lớn nhất tại châu Âu. Du lịch là một ngành rất quan trọng đối với kinh tế Vương quốc Liên hiệp Anh và Bắc Ireland với trên 27 triệu du khách trong năm 2004, là địa điểm du lịch hàng đầu thế giới và Luân Đôn là thành phố có nhiều du khách quốc tế nhất trên thế giới. Các ngành công nghiệp sáng tạo chiếm 7% GVA vào năm 2005 và tăng trưởng 6% mỗi năm trong giai đoạn từ 1997 đến 2005.
Cách mạng công nghiệp khởi đầu tại Anh Quốc và ban đầu tập trung vào ngành công nghiệp dệt may, tiếp đến là các ngành công nghiệp nặng khác như đóng tàu, khai thác than và sản xuất thép. Đế quốc Anh được sử dụng làm một thị trường hải ngoại cho hàng hóa Anh Quốc, cho phép Anh Quốc chi phối mậu dịch quốc tế trong thế kỷ XIX. Giống như các quốc gia công nghiệp hóa khác, cùng với sự suy giảm kinh tế sau hai Thế Chiến, Anh Quốc bắt đầu mất lợi thế cạnh tranh và công nghiệp nặng suy giảm theo thứ bậc trong suốt thế kỷ XX. Chế tạo vẫn là bộ phận quan trọng trong kinh tế song chỉ chiếm 16,7% sản phẩm quốc gia vào năm 2003.
Ngành công nghiệp ô tô là một bộ phận quan trọng trong lĩnh vực chế tạo của Vương quốc Liên hiệp Anh và Bắc Ireland, tạo công việc cho hơn 800.000 người, với doanh thu khoảng 52 tỷ bảng (2011). Ngành công nghiệp hàng không vũ trụ của Vương quốc Liên hiệp Anh và Bắc Ireland lớn thứ nhì hoặc thứ ba thế giới tùy theo cách thức tính. Ngành công nghiệp dược phẩm đóng một vai trò quan trọng trong kinh tế Vương quốc Liên hiệp Anh và Bắc Ireland, quốc gia này có tỷ lệ chi tiêu R&D dược khoa cao thứ ba toàn cầu (sau Hoa Kỳ và Nhật Bản).
Nông nghiệp Vương quốc Liên hiệp Anh và Bắc Ireland có đặc điểm thâm canh, cơ giới hóa cao độ, và có hiệu quả theo tiêu chuẩn châu Âu, sản xuất khoảng 50% thực phẩm cần thiết với ít hơn 1,6% lực lượng lao động.

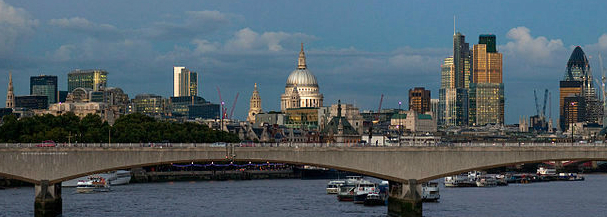
Thành phố Luân Đôn là trung tâm tài chính lớn nhất thế giới cùng New York

Trong quý cuối cùng của năm 2008, kinh tế Vương quốc Liên hiệp Anh và Bắc Ireland chính thức bước vào suy thoái lần đầu tiên kể từ năm 1991. Tỷ lệ thất nghiệp tăng từ 5,2% trong tháng 5 năm 2008 lên 7,6% trong tháng 5 năm 2009 và đến tháng 1 năm 2012 thì tỷ lệ thất nghiệp trong nhóm tuổi 18 đến 24 năm tăng từ 11,9% lên 22,5%, mức cao nhất từ 1992. Tổng nợ chính phủ của Vương quốc Liên hiệp Anh và Bắc Ireland tăng từ 44,4% vào năm 2007 lên 82,9% GDP vào năm 2011. Tuy nhiên, đến cuối năm 2014, Anh Quốc đạt mức tăng trưởng nhanh nhất trong G7 lẫn tại châu Âu, và đến tháng 9 năm 2015, tỷ lệ thất nghiệp giảm xuống còn 5,3%.
Năm 2006, Vương quốc Liên hiệp Anh và Bắc Ireland là nước tiêu thụ lớn thứ chín và nước sản xuất lớn thứ 15 trên thị trường năng lượng thế giới. Vương quốc Liên hiệp Anh và Bắc Ireland là nơi đặt trụ sở của một số công ty năng lượng lớn, trong đó có BP, Royal Dutch Shell và BG Group. Năm 2011, 40% điện năng của Vương quốc Liên hiệp Anh và Bắc Ireland được sản xuất bằng khí đốt, 30% bằng than đá, 19% bằng năng lượng hạt nhân, và 4,2% bằng gió, hydro, nhiên liệu sinh học, và chất thải.
Lương điều chỉnh lạm phát tại Vương quốc Liên hiệp Anh và Bắc Ireland giảm 3,2% từ quý thứ ba của năm 2010 đến quý thứ ba của năm 2012. Kể từ thập niên 1980, bất bình đẳng kinh tế tại Vương quốc Liên hiệp Anh và Bắc Ireland tăng nhanh nhất trong số các quốc gia phát triển.
Chuẩn nghèo tại Vương quốc Liên hiệp Anh và Bắc Ireland thường được định nghĩa là 60% thu nhập hộ gia đình trung bình. Năm 2007–2008, 13,5 triệu người hay 22% dân số sống dưới mức này. Đây là mức nghèo tương đối cao thứ 5 trong Liên minh châu Âu. Trong cùng năm, 4,0 triệu trẻ em, tương đương 31%, sống trong các hộ gia đình sống dưới mức nghèo sau khi tính cả chi phí nhà ở, giảm 400.000 trẻ kể từ năm 1998–1999. Vương quốc Liên hiệp Anh và Bắc Ireland nhập khẩu 40% cung cấp thực phẩm.

## Khoa học và công nghệ

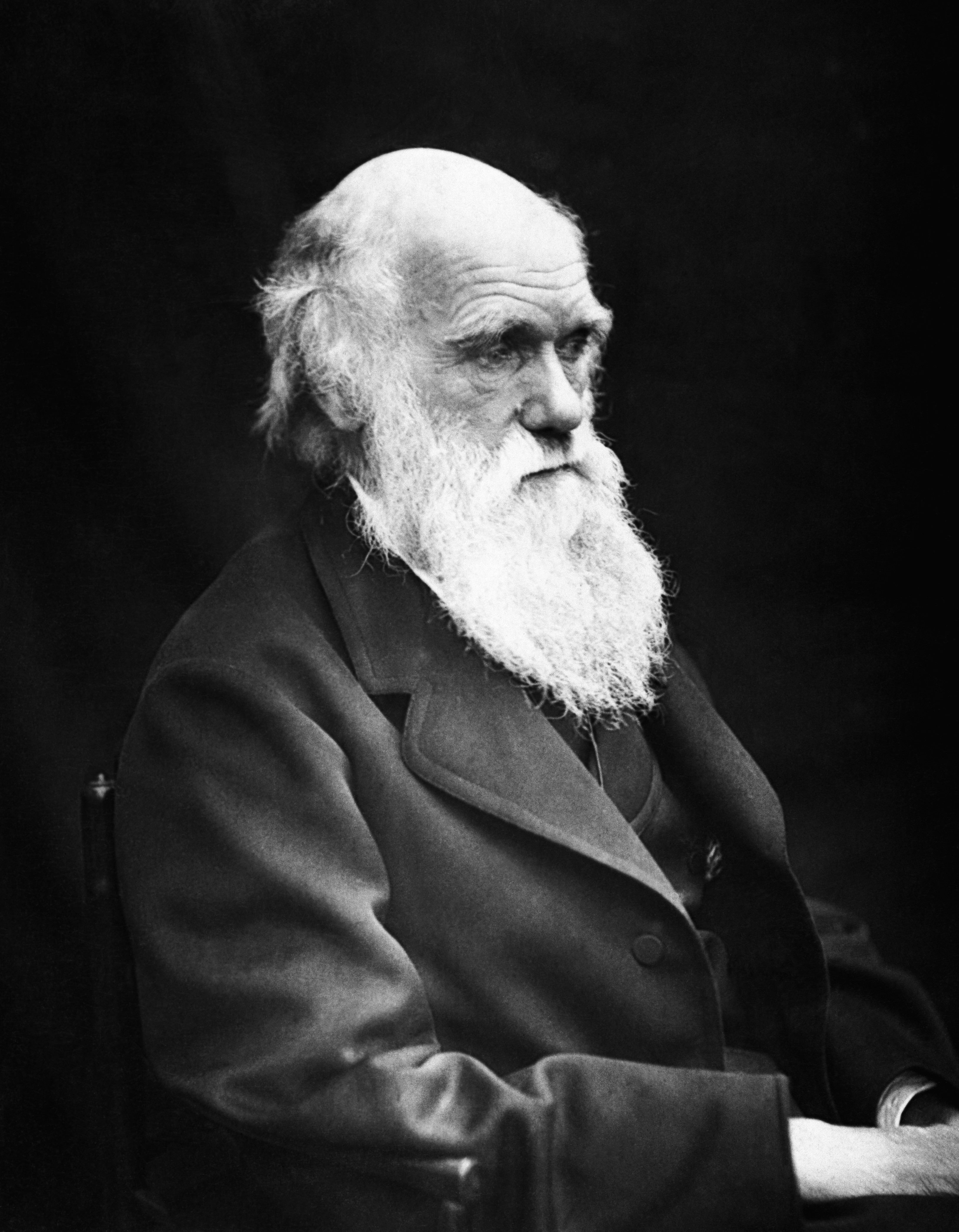
Charles Darwin (1809–82), học thuyết tiến hóa theo chọn lọc tự nhiên của ông là nền tảng cho khoa học sinh học hiện đại

Anh và Scotland là các trung tâm hàng đầu trong cách mạng khoa học từ thế kỷ XVII và Anh Quốc dẫn đầu cách mạng công nghiệp từ thế kỷ XVIII, và liên tục sản sinh các nhà khoa học và kỹ sư có danh tiếng với những tiến bộ quan trọng. Trong số các nhà lý luận lớn từ thế kỷ XVII và XVIII có Isaac Newton, các định luật về chuyển động và sự khai sáng về trọng lực của ông được xem là một nền tảng của khoa học hiện đại; từ thế kỷ XIX có Charles Darwin với thuyết tiến hóa theo chọn lọc tự nhiên là nền tảng cho sự phát triển của sinh học hiện đại, và James Clerk Maxwell với việc công thức hóa thuyết điện tử học kinh điển; và gần đây hơn là Stephen Hawking, người đã nâng cấp nhiều học thuyết chủ yếu trong các lĩnh vực vũ trụ học, hấp dẫn lượng tử và nghiên cứu lỗ đen. Các khám phá khoa học lớn từ thế kỷ XVIII gồm có hydro bởi Henry Cavendish; từ thế kỷ XX là penicillin của Alexander Fleming, và cấu trúc DNA bởi Francis Crick và những người khác. Các công trình và ứng dụng kỹ thuật chính của người Vương quốc Liên hiệp Anh và Bắc Ireland trong thế kỷ XVIII gồm có đầu máy hơi nước được Richard Trevithick và Andrew Vivian phát triển; từ thế kỷ XIX là động cơ điện của Michael Faraday, đèn sợi đốt của Joseph Swan, và điện thoại thực tiễn đầu tiên là phát minh của Alexander Graham Bell; và trong thế kỷ XX là hệ thống truyền hình hoạt động đầu tiên của thế giới của John Logie Baird và những người khác, động cơ phản lực của Frank Whittle, cơ sở của máy điện toán hiện đại của Alan Turing, và World Wide Web của Tim Berners-Lee.
Nghiên cứu và phát triển khoa học duy trì vị thế quan trọng trong các đại học Vương quốc Liên hiệp Anh và Bắc Ireland, nhiều trường thành lập các công viên khoa học nhằm tạo điều kiện sản xuất và hợp tác với công nghiệp. Từ năm 2004 đến năm 2008, Vương quốc Liên hiệp Anh và Bắc Ireland sản xuất 7% bài báo nghiên cứu khoa học của thế giới và 8% trích dẫn khoa học, cao thứ ba và thứ hai thế giới (lần lượt sau Hoa Kỳ và Trung Quốc, và Hoa Kỳ). Các tạp chí khoa học xuất bản tại Vương quốc Liên hiệp Anh và Bắc Ireland gồm có Nature, British Medical Journal and The Lancet.

## Giao thông

Tòa nhà ga số 5 của Sân bay London Heathrow, sân bay này có lưu lượng hành khách quốc tế cao nhất thế giới.

Anh Quốc có một mạng lưới đường bộ xuyên tâm với 29.145 dặm (46.904 km) đường chính, 2.173 dặm (3.497 km) đường cao tốc và 213.750 dặm (344.000 km) đường trải nhựa. Năm 2009, có tổng cộng 34 triệu xe được đăng ký tại Vương quốc Liên hiệp Anh và Bắc Ireland.
Vương quốc Liên hiệp Anh và Bắc Ireland có một mạng lưới đường sắt dài 10.072 dặm (16.209 km) tại đảo Anh và 189 dặm (304 km) tại Bắc Ireland. Đường sắt tại Bắc Ireland do NI Railways điều hành, đây là một công ty con của công ty quốc doanh Translink. Trên đảo Anh, mạng lưới đường sắt được tư hữu hóa từ năm 1994 đến năm 1997. Network Rail sở hữu và quản lý hầu hết các tài sản cố định như đường ray. Khoảng 20 công ty đường sắt thuộc sở hữu tư nhân hoạt động chuyên chở hành khách và chở trên 18.000 đoàn tàu hành khách mỗi ngày. Mỗi ngày cũng có khoảng 1.000 đoàn tàu chở hàng hoạt động.
Từ tháng 10 năm 2009 đến tháng 9 năm 2010, các sân bay Vương quốc Liên hiệp Anh và Bắc Ireland có tổng cộng 211,4 triệu hành khách thông qua. Trong giai đoạn này, ba sân bay lớn nhất là Sân bay London Heathrow (65,6 triệu hành khách), Sân bay Gatwick (31,5 triệu hành khách) và Sân bay London Stansted (18,9 triệu hành khách). Sân bay London Heathrow tọa lạc cách 15 dặm (24 km) về phía tây của thủ đô, có lưu lượng hành khách quốc tế cao nhất trên toàn cầu và là trung tâm của British Airways, cũng như của BMI và Virgin Atlantic.

## Văn hóa
Văn hóa Vương quốc Liên hiệp Anh và Bắc Ireland chịu ảnh hưởng từ nhiều yếu tố gồm tình trạng đảo quốc; có lịch sử là một thể chế dân chủ tự do Tây phương và là một cường quốc lớn; cũng như là một liên minh chính trị của bốn quốc gia với mỗi quốc gia duy trì các yếu tố truyền thống, phong tục và tượng trưng đặc biệt. Do sự tồn tại của Đế quốc Anh, có thể quan sát thấy ảnh hưởng của Vương quốc Liên hiệp Anh và Bắc Ireland trong ngôn ngữ, văn hóa, và các hệ thống tư pháp của nhiều cựu thuộc địa như Ấn Độ, Canada, Ireland, New Zealand, Nam Phi, Hoa Kỳ và Úc. Phạm vi ảnh hưởng văn hóa đáng kể của Vương quốc Liên hiệp Anh và Bắc Ireland khiến quốc gia này được mô tả như là một "siêu cường văn hóa."

### Văn học

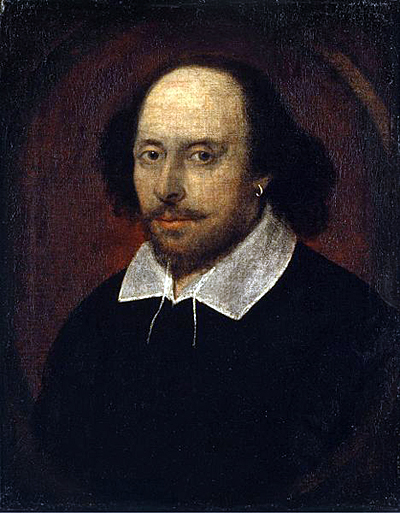
Chân dung Chandos được cho là miêu tả William Shakespeare

Hầu hết tác phẩm văn học Vương quốc Liên hiệp Anh và Bắc Ireland được viết bằng tiếng Anh. Năm 2005, khoảng 206.000 sách được xuất bản tại Vương quốc Liên hiệp Anh và Bắc Ireland và trong năm 2006 thì đây là quốc gia xuất bản nhiều sách nhất trên thế giới.
Nhà viết kịch và nhà thơ người Anh William Shakespeare được nhận định phổ biến là nhà biên kịch vĩ đại nhất mọi thời đại, và những người cùng thời với ông là Christopher Marlowe và Ben Jonson cũng liên tục được quý trọng cao độ.
Các tác gia Anh tiền hiện đại và cận đại gồm có Geoffrey Chaucer (thế kỷ XIV), Thomas Malory (thế kỷ XV), Thomas More (thế kỷ XVI), John Bunyan (thế kỷ XVII) và John Milton (thế kỷ XVII). Trong thế kỷ XVIII, Daniel Defoe (tác giả của Robinson Crusoe) và Samuel Richardson là những người tiên phong của tiểu thuyết hiện đại. Trong thế kỷ XIX, tiếp tục có cách tân hơn nữa của Jane Austen, Mary Shelley, tác gia thiếu nhi Lewis Carroll, chị em nhà Brontë, nhà vận động xã hội Charles Dickens, nhà tự nhiên chủ nghĩa Thomas Hardy, nhà duy thực chủ nghĩa George Eliot, nhà thơ ảo tưởng William Blake và nhà thơ lãng mạn William Wordsworth. Các tác gia Anh thế kỷ XX gồm có tiểu thuyết gia khoa học viễn tưởng H. G. Wells; các tác gia kinh điển thiếu nhi Rudyard Kipling, A. A. Milne, Roald Dahl và Enid Blyton; nhà phê bình D. H. Lawrence; nhà tân thời chủ nghĩa Virginia Woolf; nhà trào phúng Evelyn Waugh; tiểu thuyết gia tiên tri George Orwell; tiểu thuyết gia quần chúng W. Somerset Maugham và Graham Greene; tác gia hình sự Agatha Christie; Ian Fleming (James Bond); các nhà thơ T.S. Eliot, Philip Larkin và Ted Hughes; các tác gia tưởng tượng J. R. R. Tolkien, C. S. Lewis và J. K. Rowling; tiểu thuyết gia thị giác Alan Moore với tiểu thuyết Watchmen là một trong những tiểu thuyết thị giác bán chạy nhất từng được phát hành.
Đóng góp của Scotland gồm có tác gia trinh thám Arthur Conan Doyle (sáng tác Sherlock Holmes), văn học lãng mạn của Walter Scott, tác gia thiếu nhi J. M. Barrie, những cuộc phiêu lưu sử thi của Robert Louis Stevenson và thi nhân trứ danh Robert Burns. Gần đây hơn, các nhà tân thời chủ nghĩa và dân tộc chủ nghĩa Hugh MacDiarmid và Neil M. Gunn đóng góp cho Phục hưng Scotland. Một quang cảnh dữ tợn hiện ra trong các câu chuyện của Ian Rankin và hài kịch kinh dị tâm lý của Iain Banks. Thủ đô Edinburgh của Scotland được UNESCO chọn làm thành phố văn học toàn cầu đầu tiên.
Nhiều tác gia từ các quốc gia khác, chủ yếu từ các quốc gia Thịnh vượng chung, Cộng hòa Ireland và Hoa Kỳ, đã cư trú và làm việc tại Vương quốc Liên hiệp Anh và Bắc Ireland. Những trường hợp cụ thể trong nhiều thế kỷ gồm có Jonathan Swift, Oscar Wilde, Bram Stoker, George Bernard Shaw, Joseph Conrad, T.S. Eliot, Ezra Pound và gần đây hơn có các tác gia Vương quốc Liên hiệp Anh và Bắc Ireland sinh tại hải ngoại như Kazuo Ishiguro và Salman Rushdie.

### Âm nhạc

The Beatles là ban nhạc thành công nhất về thương mại trong lịch sử âm nhạc.

Các phong cách âm nhạc khác nhau phổ biến tại Vương quốc Liên hiệp Anh và Bắc Ireland, từ âm nhạc dân gian bản địa của Anh, Wales, Scotland và Bắc Ireland cho đến âm nhạc heavy metal. Những nhà soạn nhạc cổ điển nổi tiếng từ Vương quốc Liên hiệp Anh và Bắc Ireland và các quốc gia tiền thân gồm có William Byrd, Henry Purcell, Edward Elgar, Gustav Holst, Arthur Sullivan, Ralph Vaughan Williams và Benjamin Britten, người tiên phong của nhạc kinh Vương quốc Liên hiệp Anh và Bắc Ireland hiện đại. Peter Maxwell Davies là một trong những nhà soạn nhạc hiện tại lỗi lạc nhất. Vương quốc Liên hiệp Anh và Bắc Ireland cũng là quê hương của các dàn nhạc và dàn hợp xướng giao hưởng nổi tiếng thế giới như Dàn nhạc giao hưởng BBC và Dàn hợp xướng Luân Đôn. Những chỉ huy nổi tiếng gồm có Simon Rattle, John Barbirolli và Malcolm Sargent. Một số nhà soạn nhạc nền phim đáng chú ý gồm có John Barry, Clint Mansell, Mike Oldfield, John Powell. George Frideric Handel là một công dân Vương quốc Liên hiệp Anh và Bắc Ireland nhập tịch và một số tác phẩm hay nhất của ông như Messiah được viết bằng tiếng Anh. Andrew Lloyd Webber đạt được thành công lớn về thương mại trên toàn cầu và là một nhà soạn nhạc của sân khấu âm nhạc, các tác phẩm của ông chi phối Rạp West End tại Luân Đôn trong một số năm và đã đi đến Broadway tại New York.
The Beatles bán được trên một tỷ đĩa trên toàn cầu và là ban nhạc có ảnh hưởng nhất trong lịch sử âm nhạc đại chúng. Những người đóng góp Vương quốc Liên hiệp Anh và Bắc Ireland nổi bật khác có tác động đến âm nhạc đại chúng trong những thập niên qua gồm có The Rolling Stones, Led Zeppelin, Pink Floyd, Queen, Bee Gees, và Elton John, họ đều bán được trên 200 triệu đĩa trên toàn cầu. Giải Brit là giải thưởng âm nhạc thường niên của BPI, và một số nhận giải Đóng góp nổi bật cho âm nhạc như The Who, David Bowie, Eric Clapton, Rod Stewart và The Police. Những ca sĩ Vương quốc Liên hiệp Anh và Bắc Ireland gần đây có thành công trên quy mô quốc tế gồm có Coldplay, Radiohead, Oasis, Spice Girls, Robbie Williams, Amy Winehouse và Adele.

### Điện ảnh

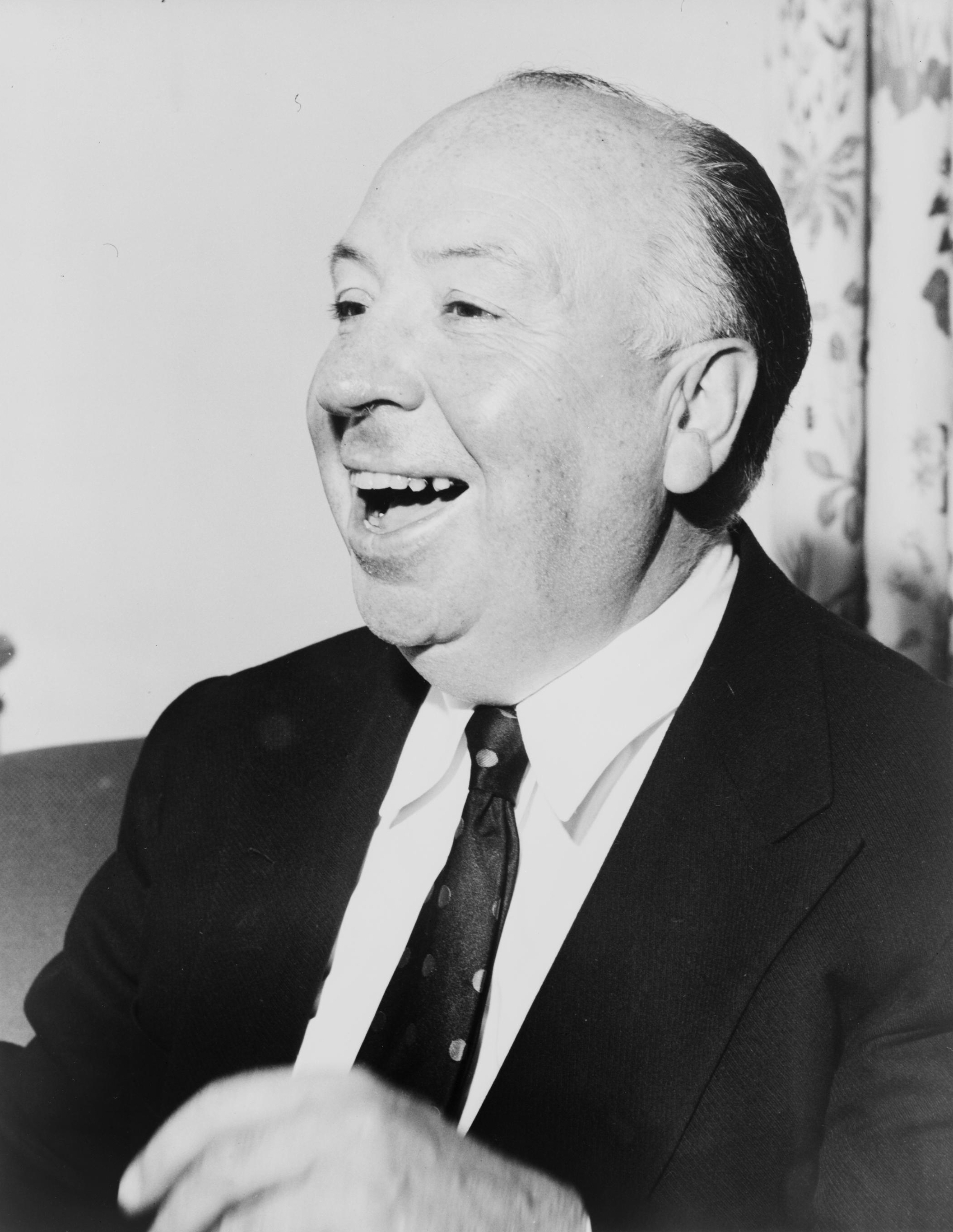
Đạo diễn phim Alfred Hitchcock

Anh Quốc có ảnh hưởng đáng kể đến lịch sử điện ảnh, các đạo diễn người Anh Quốc như Alfred Hitchcock với Vertigo được một số nhà phê bình nhận định là phim hay nhất mọi thời đại, và David Lean nằm trong số những người được hoan nghênh nhất về phê bình mọi thời đại. Các đạo diễn quan trọng khác gồm có Charlie Chaplin, Michael Powell, Carol Reed và Ridley Scott. Nhiều diễn viên Vương quốc Liên hiệp Anh và Bắc Ireland đạt được danh tiếng quốc tế và thành công về phê bình, bao gồm: Julie Andrews, Richard Burton, Michael Caine, Charlie Chaplin, Sean Connery, Vivien Leigh, David Niven, Laurence Olivier, Peter Sellers, Kate Winslet, Anthony Hopkins, và Daniel Day-Lewis. Một số phim thành công nhất về thương mại trong mọi thời đại được sản xuất tại Anh Quốc, bao gồm Harry Potter và James Bond). Ealing Studios được tuyên bố là xưởng phim hoạt động liên tục lâu năm nhất trên thế giới.
Mặc dù có một lịch sử với các sản phẩm quan trọng và thành công, công nghiệp điện ảnh Vương quốc Liên hiệp Anh và Bắc Ireland thường mang đặc trưng bắt nguồn từ tranh luận về bản sắc và mức độ ảnh hưởng của Hoa Kỳ và châu Âu. Các nhà sản xuất Vương quốc Liên hiệp Anh và Bắc Ireland hoạt động trong hợp tác sản xuất quốc tế và các diễn viên, đạo diễn, và đoàn làm phim Vương quốc Liên hiệp Anh và Bắc Ireland thường xuyên tham gia trong các bộ phim Mỹ. Nhiều phim thành công của Hollywood dựa trên nhân vật, các câu chuyện hoặc sự kiện của Vương quốc Liên hiệp Anh và Bắc Ireland như Titanic, The Lord of the Rings, Pirates of the Caribbean.
Năm 2009, các bộ phim Vương quốc Liên hiệp Anh và Bắc Ireland thu về khoảng 2 tỷ $ trên toàn cầu và giành thị phần khoảng 7% toàn cầu và 17% tại Anh Quốc. Doanh thu phòng vé tại Vương quốc Liên hiệp Anh và Bắc Ireland đạt tổng cộng 944 triệu £ vào năm 2009. Hiệp hội Điện ảnh Vương quốc Liên hiệp Anh và Bắc Ireland lập ra một bảng xếp hạng 100 phim Vương quốc Liên hiệp Anh và Bắc Ireland hay nhất mọi thời đại mang tên BFI Top 100 British films. Giải thưởng điện ảnh hàn lâm Vương quốc Liên hiệp Anh và Bắc Ireland được Viện Hàn lâm Nghệ thuật Điện ảnh và Truyền hình Anh Quốc tổ chức thường niên.

### Truyền thông

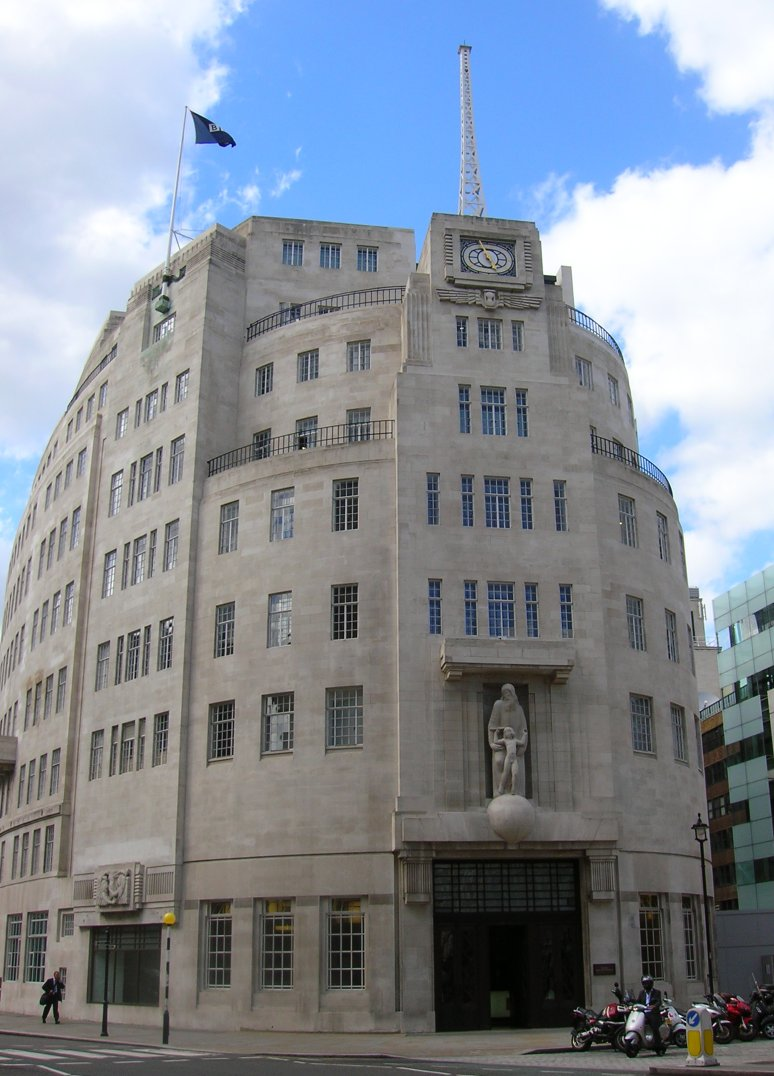
Broadcasting House tại Luân Đôn là trụ sở của BBC, cơ quan phát thanh truyền hình lâu năm nhất và lớn nhất trên thế giới.

BBC được thành lập vào năm 1922 là công ty phát thanh, truyền hình và truyền thông mạng sử dụng công quỹ của Anh Quốc, và là cơ quan phát thanh truyền hình lâu năm nhất và lớn nhất trên thế giới. Công ty vận hành nhiều trạm truyền hình và phát thanh tại Vương quốc Liên hiệp Anh và Bắc Ireland và phát ra hải ngoại, dịch vụ quốc nội của công ty lấy kinh phí từ thuế truyền hình. Những cơ quan khác trong lĩnh vực truyền thông tại Vương quốc Liên hiệp Anh và Bắc Ireland gồm có ITV plc với 11 trong số 15 đài truyền hình khu vực hình thành ITV Network, và News Corporation sở hữu một số báo chí toàn quốc thông qua News International như The Sun và The Times, cũng như nắm giữ một cổ phần lớn trong British Sky Broadcasting. Luân Đôn chi phối lĩnh vực truyền thông tại Anh Quốc: các báo chí và truyền hình cùng phát thanh toàn quốc phần lớn có trụ sở tại đây, song Manchester cũng là một trung tâm truyền thông quốc gia quan trọng. Edinburgh cùng Glasgow, và Cardiff, là các trung tâm quan trọng về báo chí và phát thanh truyền hình tại Scotland và Wales. Lĩnh vực xuất bản tại Vương quốc Liên hiệp Anh và Bắc Ireland có tổng doanh thu khoảng 20 tỷ £ và sử dụng 167.000 người.
Năm 2009, theo ước tính khán giả xem truyền hình trung bình 3,75 giờ và nghe phát thanh trung bình 2,81 giờ mỗi ngày. Trong năm này, các kênh phát sóng công cộng của BBC chiếm khoảng 28,4% tổng số theo dõi; ba kênh độc lập chính chiếm 29,5% và các kênh vệ tinh và kỹ thuật số đang ngày càng quan trọng khác chiếm 42,1% còn lại. Số lượng báo bán ra giảm từ thập niên 1970 và trong năm 2009 có 42% nhân dân được tường thuật là đọc một tờ báo toàn quốc mỗi ngày. Năm 2010, 82,5% cư dân Vương quốc Liên hiệp Anh và Bắc Ireland sử dụng Internet, đây là tỷ lệ cao nhất trong 20 quốc gia có tổng số người sử dụng lớn nhất vào cùng năm.

### Thể thao

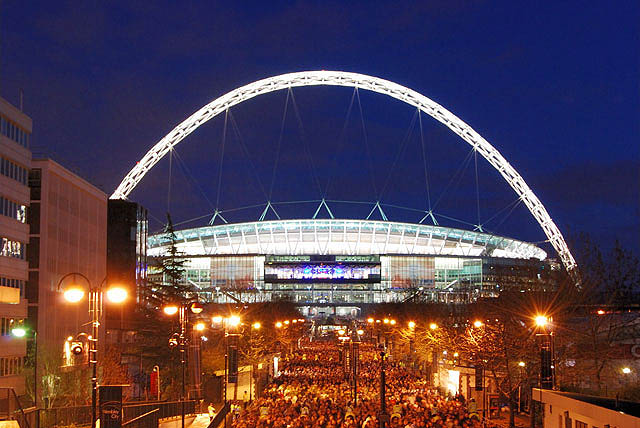
Sân vận động Wembley tại Luân Đôn là sân nhà của đội tuyển bóng đá quốc gia Anh, là một trong những sân vận động đắt tiền nhất từng được xây dựng.

Các môn thể thao chủ yếu, bao gồm bóng đá, bóng bầu dục kiểu liên hiệp, bóng bầu dục kiểu liên minh, quần vợt, golf, quyền Anh, rowing và cricket, bắt nguồn hoặc về căn bản được phát triển tại Anh Quốc hoặc các quốc gia tiền thân. Do luật lệ và quy tắc của nhiều môn thể thao hiện đại được phát minh và hệ thống hóa vào cuối thế kỷ XIX tại Anh Quốc thời kỳ Victoria, năm 2002, Chủ tịch IOC Jacques Rogge nói rằng; "Quốc gia vĩ đại, yêu mến thể thao này được công nhận phổ biến là sinh quán của thể thao hiện đại".
Trong hầu hết các cuộc tranh tài quốc tế, các đội tuyển riêng biệt đại diện cho Anh, Scotland và Wales. Bắc Ireland và Cộng hòa Ireland thường liên hiệp trong một đội tuyển duy nhất đại diện cho toàn đảo, ngoại lệ đáng chú ý là bóng đá và Đại hội thể thao Thịnh vượng chung. Trong phạm vi thể thao, các đội tuyển Anh, Scotland, Wales, Ireland/Bắc Ireland thường được gọi chung là "Home Nations". Trong một số môn thể thao, một đội tuyển duy nhất đại diện cho toàn Anh Quốc, bao gồm trong Thế vận hội. Các Thế vận hội Mùa hè 1908, 1948 và 2012 được tổ chức tại Luân Đôn, và đây là thành phố đầu tiên tổ chức đại hội này 3 lần. Anh Quốc tham dự mọi kỳ Thế vận hội hiện đại cho đến nay và đứng thứ ba tổng số huy chương.
Một cuộc thăm dò ý kiến vào năm 2003 cho thấy rằng bóng đá là môn thể thao phổ biến nhất tại Anh Quốc. Mỗi một quốc gia cấu thành có hiệp hội, đội tuyển quốc gia và hệ thống giải đấu bóng đá riêng. Giải đấu bóng đá đứng đầu tại Anh là Giải bóng đá Ngoại hạng Anh, đây là giải đấu bóng đá được xem nhiều nhất trên thế giới. Trận đấu bóng đá quốc tế đầu tiên là cuộc tranh tài giữa Anh và Scotland vào ngày 30 tháng 11 năm 1872. Đội tuyển bóng đá quốc gia Anh đã lên ngôi tại Giải vô địch bóng đá thế giới 1966. Anh, Scotland, Wales và Bắc Ireland cạnh tranh như các quốc gia riêng biệt trong thi đấu quốc tế. Một đội tuyển bóng đá Thế vận hội Anh Quốc tập hợp để thi đấu trong Thế vận hội Luân Đôn 2012. Tuy nhiên, các hiệp hội bóng đá của Scotland, Wales, Bắc Ireland từ chối tham gia, do lo ngại rằng điều này sẽ làm suy yếu địa vị độc lập của họ.

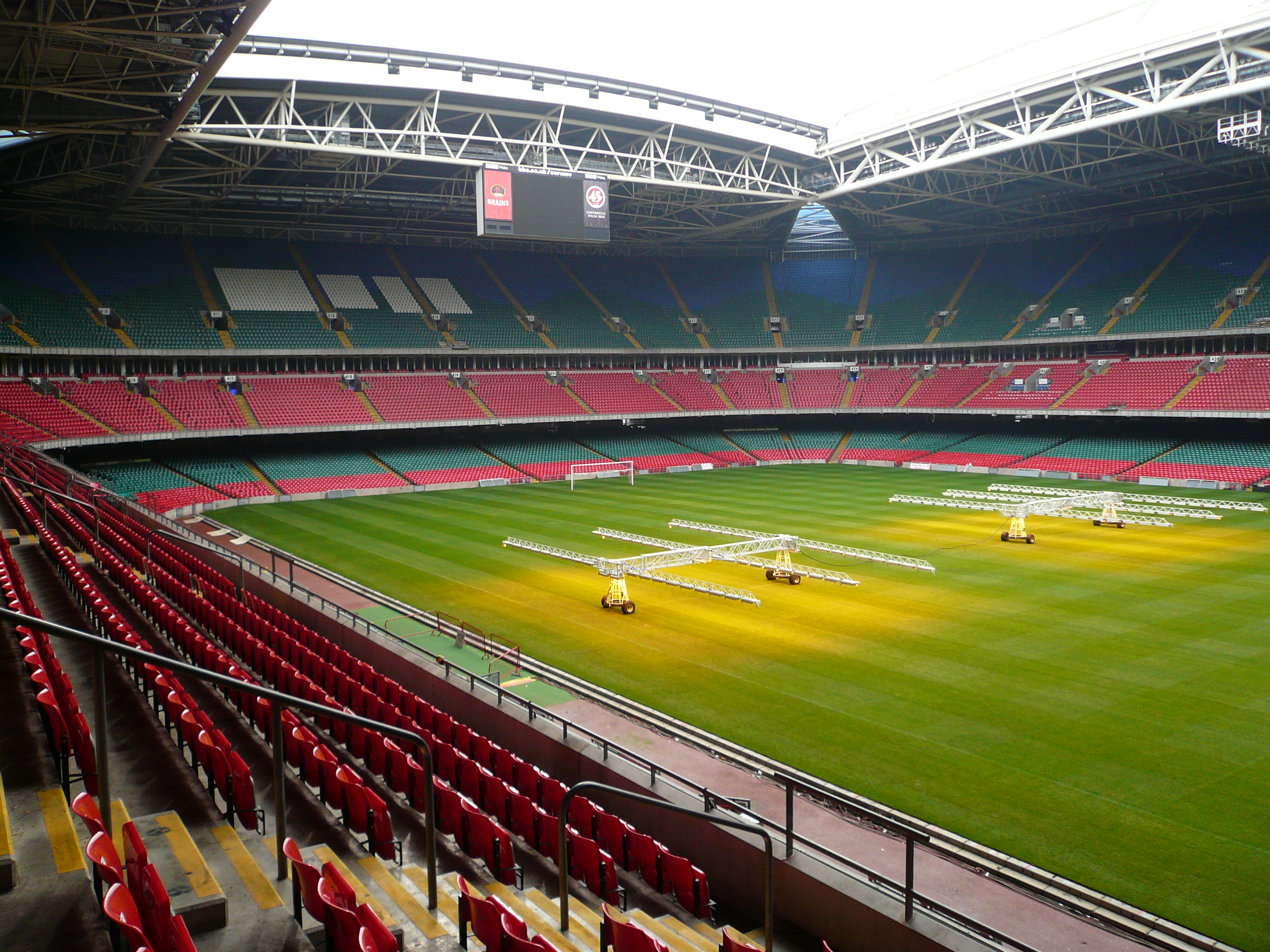
Sân vận động Thiên niên kỷ tại Cardiff mở cửa cho Giải vô địch bóng bầu dục thế giới 1999.

Năm 2003, bóng bầu dục liên hiệp được xếp hạng là môn thể thao phổ biến thứ nhì tại Anh Quốc. Môn thể thao này được sáng tạo tại Anh, và trận thi đấu bóng bầu dục đầu tiên diễn ra vào ngày 27 tháng 3 năm 1871 giữa Anh và Scotland. Anh, Scotland, Wales, Ireland, Pháp và Ý tham dự Giải vô địch Lục quốc; giải đấu quốc tế đứng đầu tại Bắc Bán cầu. Các cơ quan quản lý thể thao tại Anh, Scotland, Wales và Bắc Ireland tổ chức và điều tiết riêng biệt về thi đấu. Nếu bất kỳ đội tuyển đảo Anh hoặc Ireland nào đánh bại ba đội khác trong một giải đấu, đội tuyển sẽ được trao thưởng Triple Crown. Bóng bầu dục liên minh bắt nguồn tại Huddersfield và thường được chơi tại miền bắc Anh. Một đội tuyển 'Great Britain Lions' duy nhất tham dự Giải vô địch bóng bầu dục liên minh Thế giới và các giải đấu Test, song điều này thay đổi vào năm 2008 khi Anh, Scotlad và Ireland tham dự với tư cách các quốc gia riêng.
Cricket được phát minh tại Anh, đội tuyển cricket Anh do Ủy ban Cricket Anh và Wales kiểm soát, là đội tuyển quốc gia duy nhất tại Anh Quốc có vị thế Test. Cricket khác biệt với bóng đá và bóng bầu dục ở chỗ Wales và Anh liên hiệp trong đội tuyển quốc gia, dù Wales từng có đội tuyển riêng. Các cầu thủ người Ireland và Scotland được phép thi đấu cho Anh do hai đội tuyển Scotland và Ireland đều không có vị thế Test và chỉ gần đây mới bắt đầu thi đấu tại One Day International. Scotland, Anh (và Wales), và Ireland (bao gồm Bắc Ireland) thi đấu trong Giải vô địch Cricket thế giới, Anh từng vài lần vào đến trận chung kết. Có một giải đấu chuyên nghiệp, trong đó các câu lạc bộ đại diện cho 17 hạt của Anh và một hạt của Wales tham gia tranh tài.
Quần vợt hiện đại bắt nguồn từ Birmingham, Anh trong thập niên 1860, sau đó truyền bá ra toàn cầu. Giải Vô địch Wimbledon diễn ra lần đầu tiên vào năm 1877 và là giải đấu lâu năm nhất thế giới, hiện nay sự kiện diễn ra vào cuối tháng 6 và đầu tháng 7.

### Biểu tượng quốc gia

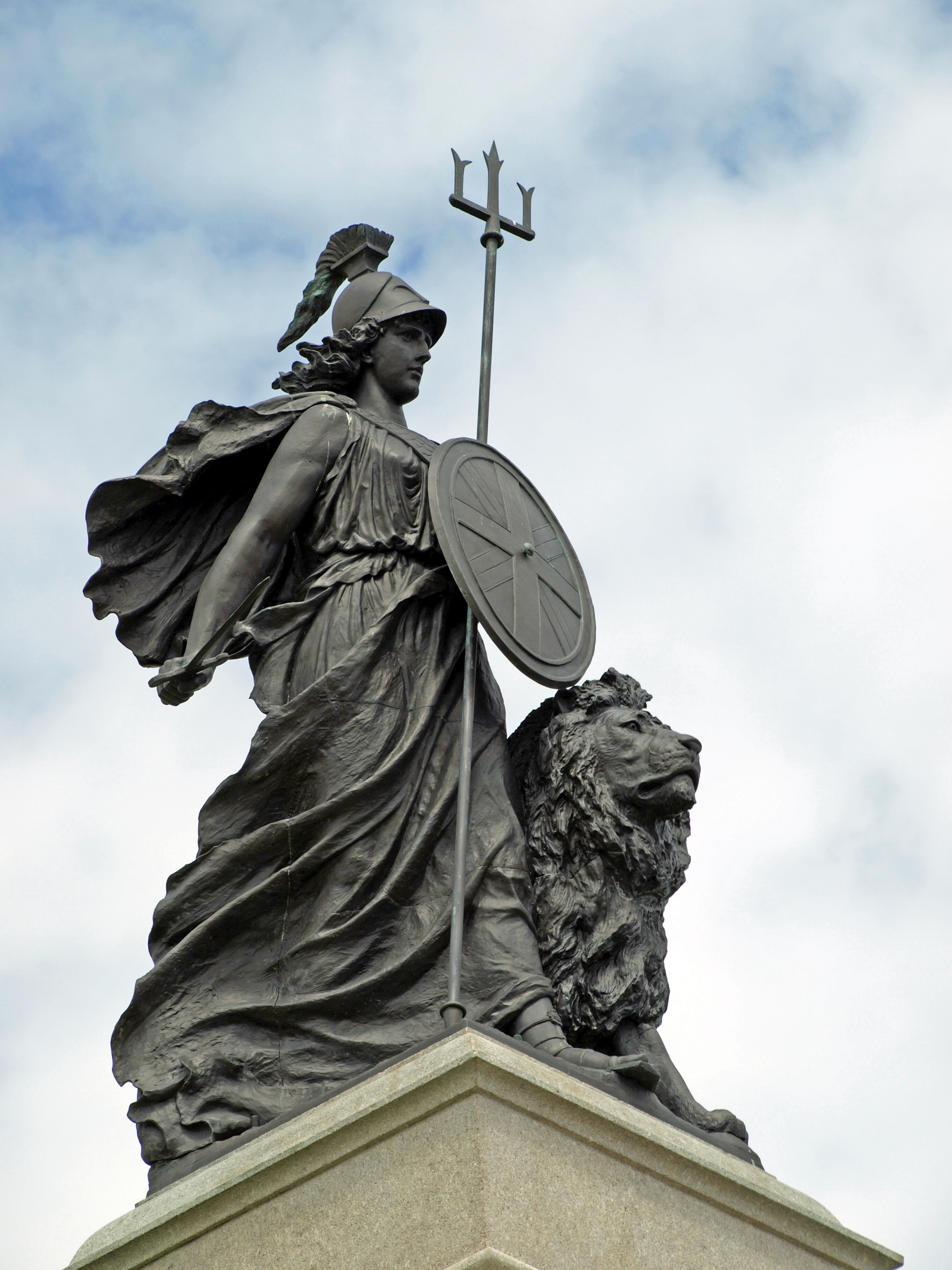
Tượng Britannia

Quốc kỳ Vương quốc Liên hiệp Anh và Bắc Ireland là Quốc kỳ Liên minh, nó được tạo ra vào năm 1606 do xếp chồng quốc kỳ Anh lên quốc kỳ Scotland và được cập nhật vào năm 1801 khi thêm vào Hiệu kỳ Thánh Patrick của đảo Ireland. Wales không được đại diện trong Quốc kỳ Liên minh do quốc gia này bị Anh thôn tính trước khi thành lập Vương quốc Liên hiệp. Khả năng tái thiết kế Quốc kỳ Liên hiệp nhằm có đại diện cho Wales không hoàn toàn bị loại trừ. Quốc ca của Anh Quốc là "God Save the Queen", với "Queen" thay bằng "King" trong lời nếu quân chủ là một nam giới.
Britannia là hiện thân quốc gia của Anh Quốc, bắt nguồn từ Britain thuộc La Mã. Britannia được tượng trưng hóa là một phụ nữ trẻ tuổi có tóc màu nâu hoặc vàng, đội một mũ sắt Corinth và mặc áo choàng trắng. Bà giữ một đinh ba của Poseidon và một khiên, có thể hiện Quốc kỳ Liên minh. Đôi khi bà được mô tả là cưỡi trên lưng một con sư tử. Do đỉnh cao của Đế quốc Anh vào cuối thế kỷ XIX, Britannia thường được gắn liền với sự chi phối hàng hải của Anh Quốc, như trong bài ca ái quốc "Rule, Britannia!". Cho đến năm 2008, biểu tượng sư tử được mô tả sau Britannia trên đồng 50 xu và trên mặt sau của đồng 10 xu. Nó cũng được sử dụng như là một tượng trưng trên hiệu kỳ phi lễ nghi của Lục quân Anh Quốc. Chó Bull đôi khi được sử dụng như là một tương trưng của Anh Quốc và được liên hệ với sự thách thức của Winston Churchill với Đức Quốc xã.